# Penha (São Paulo)
Penha est un district de la Zone est de São Paulo, connu pour plusieurs temples de différentes religions, notamment catholiques. L'architecture de la région attire l'attention de ceux qui traversent les quartiers proches de la partie centrale du quartier : il est possible de voir des bâtiments typiques du XIXe siècle aux bâtiments modernes. La recherche constante de maisons dans la région l'a rendue de plus en plus valorisée et, avec les quartiers de Tatuapé, Jardim Anália Franco, Vila Carrão, Mooca et Vila Prudente, elle constitue un ensemble de quartiers de la zone est avec un IDH élevé et une raisonnable infrastructure.

## Histoire

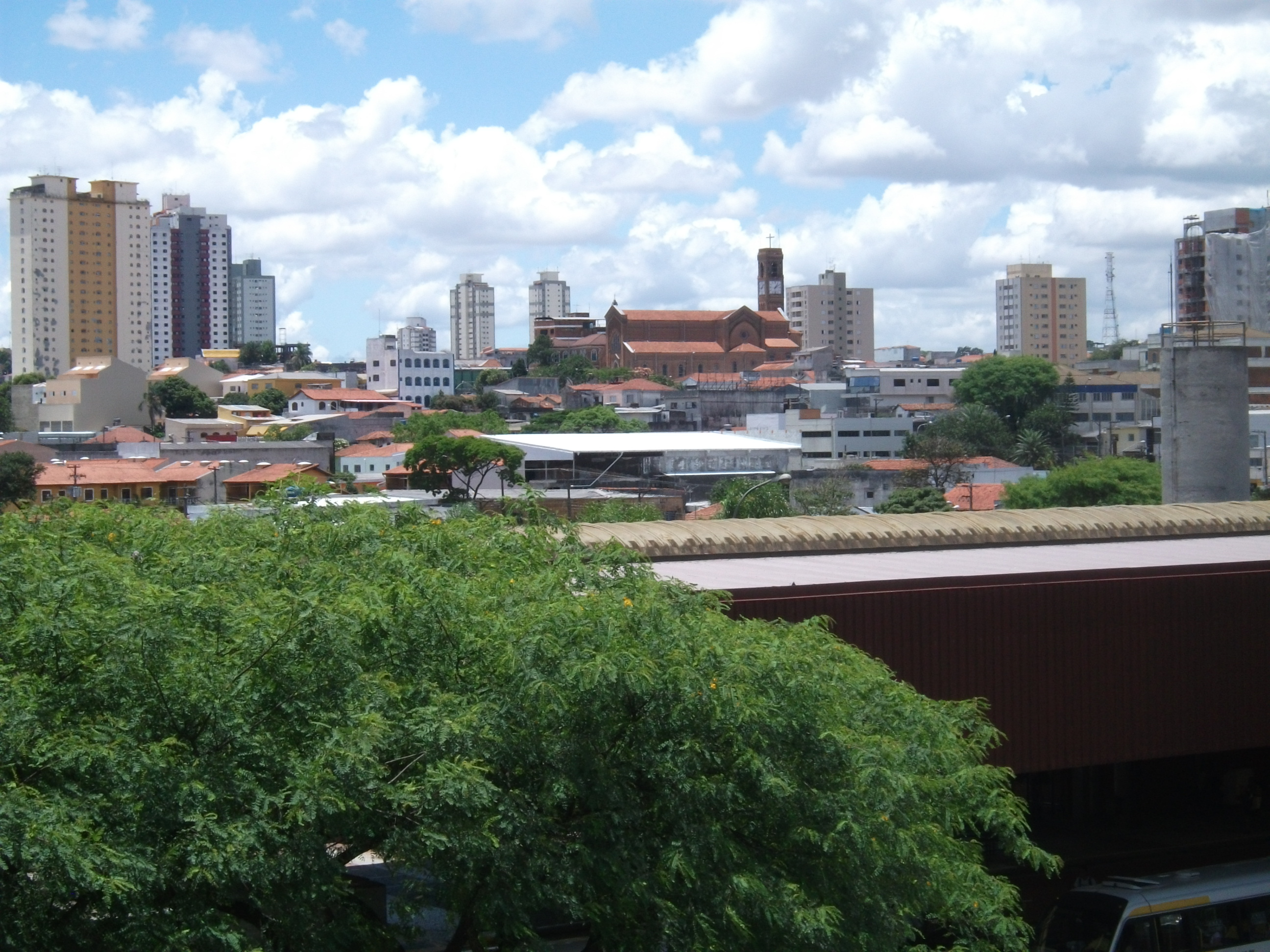
Vue du quartier de Vila Esperança.

Penha est l'un des quartiers les plus anciens de la ville de São Paulo. La première référence officielle à l'emplacement est une pétition dans laquelle le titulaire Mateus Nunes de Siqueira a obtenu une sesmaria du capitaine-majeur Agostinho de Figueiredo, le 5 septembre 1668. En 1682, le père Jacinto Nunes, fils ou frère du concessionnaire, apparaît comme le propriétaire et protecteur de Nossa Senhora da Penha de França (Notre Dame de Penha de France). Son testament dit qu'il l'a dotée de biens et de racines, comme indiqué dans son testament ouvert de février 1684.

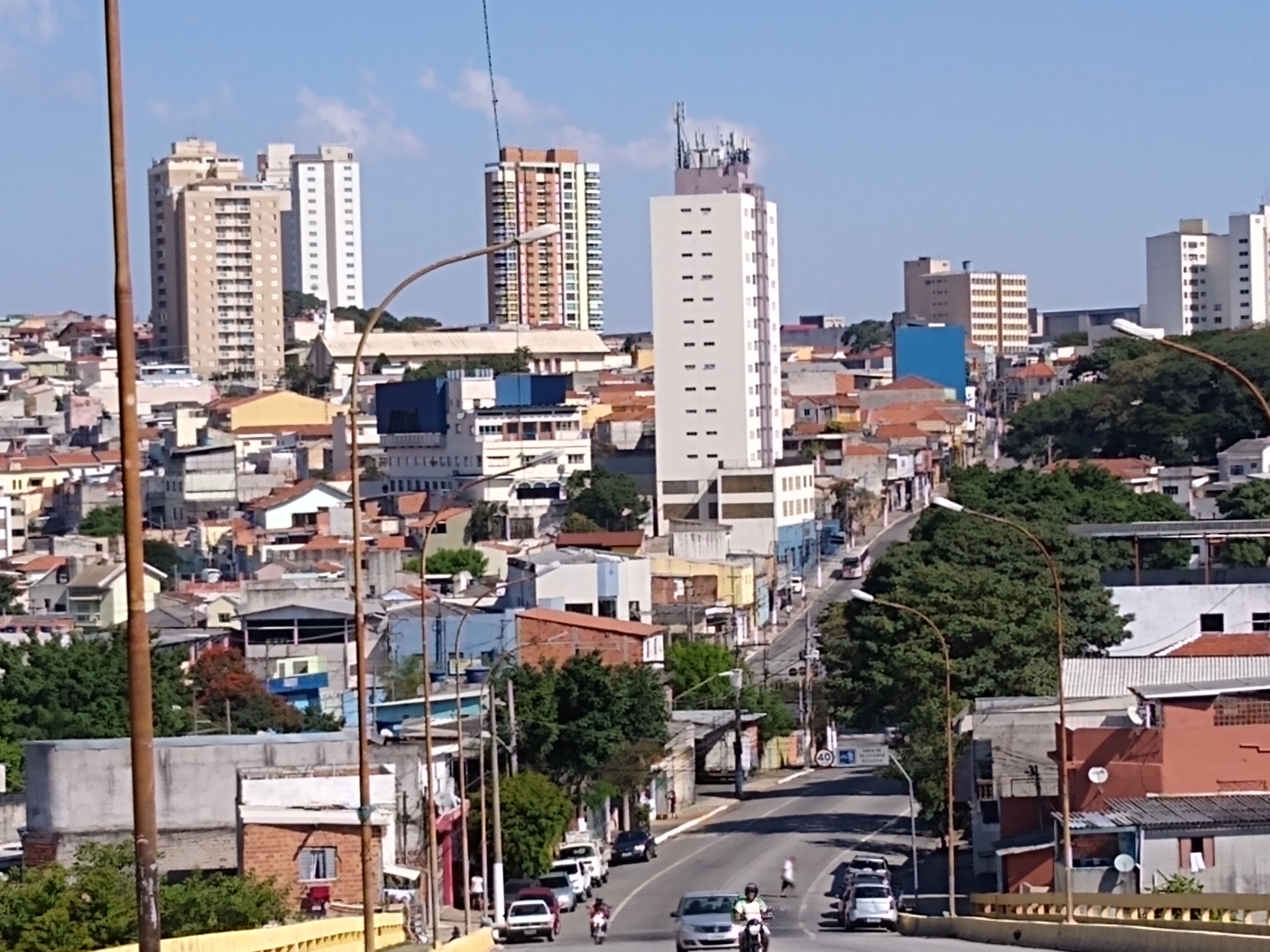
Vue du quartier de Penha de França.

L'origine de la localité est intrinsèquement liée à la religiosité, car sa naissance est mêlée à une légende qui fait partie de l'histoire de la fondation du lieu. On raconte qu'un Français, un fervent catholique, voyageait de São Paulo à Rio de Janeiro portant une image de Notre-Dame. Pendant la marche il passa la nuit au sommet d'une colline encore sans nom (penha signifie falaise, roche, rocher), et le lendemain il reprit sa route jusqu'à ce qu'il rate l'image. Effrayé, il essaya de revenir par le même chemin et trouva la statue au sommet de la colline. Le lendemain, la statue disparut à nouveau pendant le sommeil du voyageur, qui, attristé, revint et retrouva la statue au sommet de la colline, ce qui fut interprété par les Français comme la volonté du saint, qui avait choisi le lieu régler.
L'église de Nossa Senhora da Penha a été achevée en 1667 ; c'est autour d'elle que le peuplement du quartier s'est développé. Un siècle plus tard, le 26 mars 1796, la région est promue a Paroisse de Nossa Senhora da Penha de França ; avec la Paroisse de Nossa Senhora do Ó, ce sont les deux premières paroisses démembrées de la Sé. Plus tard, la paroisse est devenue une freguesia.
Au XVIIe siècle, la région était un passage obligé pour les voyageurs voyageant entre São Paulo, Vallée du Paraíba et Rio de Janeiro.
Le 9 juillet 1924, le district de Penha était le siège du gouvernement de l'État de São Paulo lorsque Carlos de Campos, président de l'État, a été contraint de quitter le Palais des Campos Elísios après avoir été attaqué par les forces révolutionnaires lors de la Révolution de 1924. Campos fut installé dans un wagon adapté, à la gare de Guaiaúna, jusqu'au 28 juillet 1924.
Comme dans d'autres quartiers de la zone est de São Paulo, de nombreuses personnes venues à São Paulo à la recherche de meilleures conditions de vie se sont installées à Penha, comme des Italiens, des Portugais, des Syrio-Libanais, des Japonais, des Juifs et des habitants du Nord-Est brésilien. De 1920 aux années 1940, la population de Penha est passée de 6 080 à 56 709 habitants. Bien qu'au début du XXe siècle, ce soit un quartier occupé par une majorité de pauvres, des familles articulées aux modes de l'élite de São Paulo ont également défilé dans le quartier, comme les Rodovalho, les Vergueiro, les Paiva Azevedo, les Gomes Jardim et les Augusto Camargo. C'est à cette époque que certains loisirs deviennent populaires dans le quartier et deviennent des mécanismes d'intégration sociale, comme aller au cinéma, jouer au jeu de boules et au football.
Avec la croissance de São Paulo, Penha a connu des changements majeurs dans le profil, le rythme et le paysage de la ville  . Voisine de quartiers comme Tatuapé, qui possède également des traces architecturales historiques, mais connaît un intense processus de verticalisation , Penha se trouve dans une région à forte pression immobilière ,. De nombreux bâtiments historiques de Penhão résistent à la pression immobilière, mais pas tous. Des bâtiments de grand impact sur le paysage et d'importance dans la mémoire du quartier ont été démantelés pour faire place à d'autres, comme le Palacete do Coronel Antônio Proost Rodovalho , le Colégio Ateneu Ruy Barbosa  et, en 2019, le manoir de la Rua Antonio Lamanna.
L'anniversaire du district est célébré le 8 septembre, jour de Nossa Senhora da Penha, patronne du district et de la municipalité de São Paulo. Ce jour-là, il y a de nombreuses fêtes et célébrations dans le quartier, comme la messe, la procession, la foire et les feux d'artifice. Les festivités commencent fin août, par une neuvaine, et se terminent fin septembre par la désormais traditionnelle rencontre des coraux de la région.

## Patrimoine historique et religieux
Centre historique de Penha
Les images ci-dessous montrent quelques-uns des principaux points touristiques et historiques de Penha (São Paulo). Une partie d'entre eux sont des sites centenaires, qui font référence à la période de fondation du quartier et même au développement de São Paulo lui-même, considérant que Penha est l'un des quartiers les plus anciens de la capitale de São Paulo.

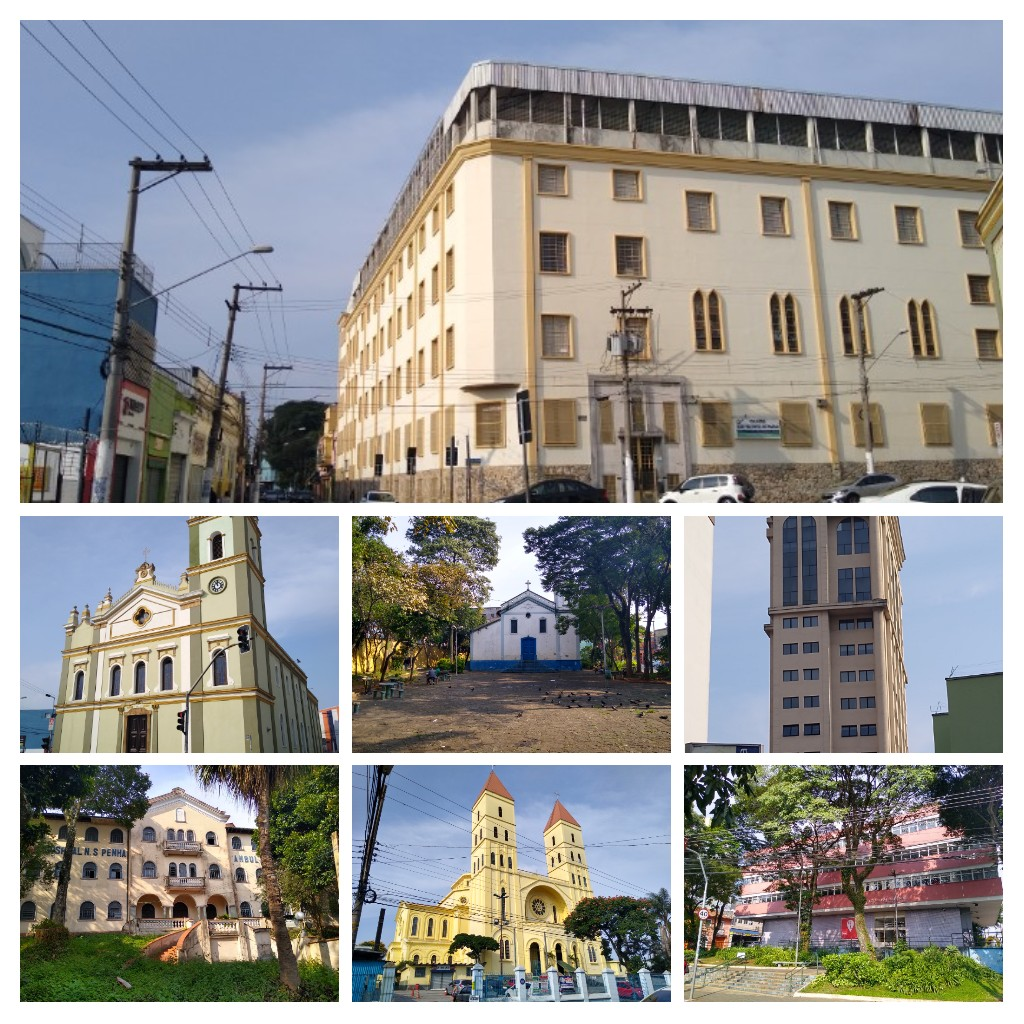
Penha, l'un des plus beaux quartiers de São Paulo

## Galerie d'images
Église paroissiale Notre-Dame de Penha de França
Connue sous le nom d'église paroissiale Notre-Dame de Penha de França (Notre-Dame de Penha de França), ou simplement vieille église, elle est située sur la Praça Nossa Senhora da Penha. L'enregistrement de sa date d'origine varie entre 1662 et 1668.

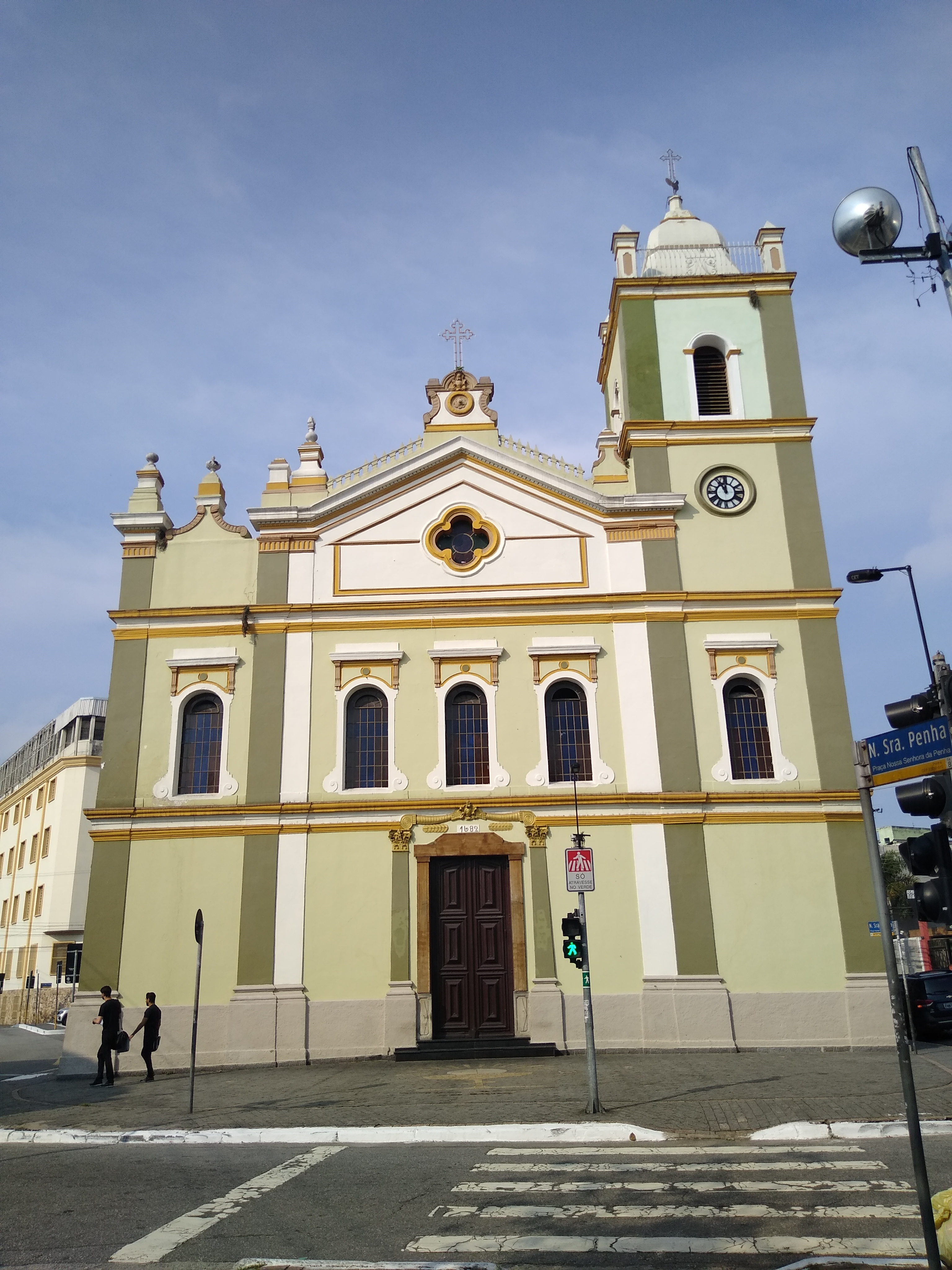
Vue précédente de l'église Nossa Senhora da Penha

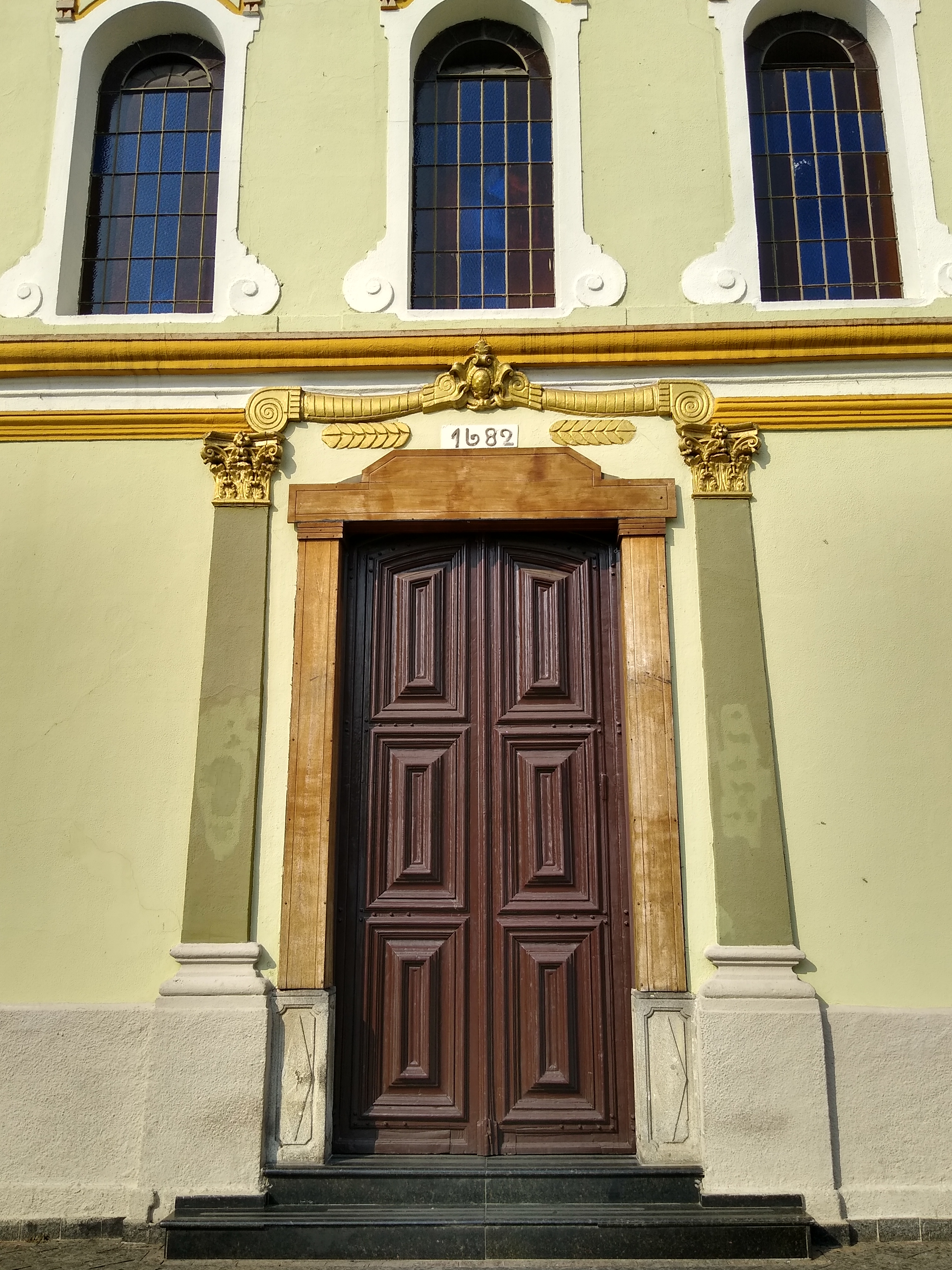
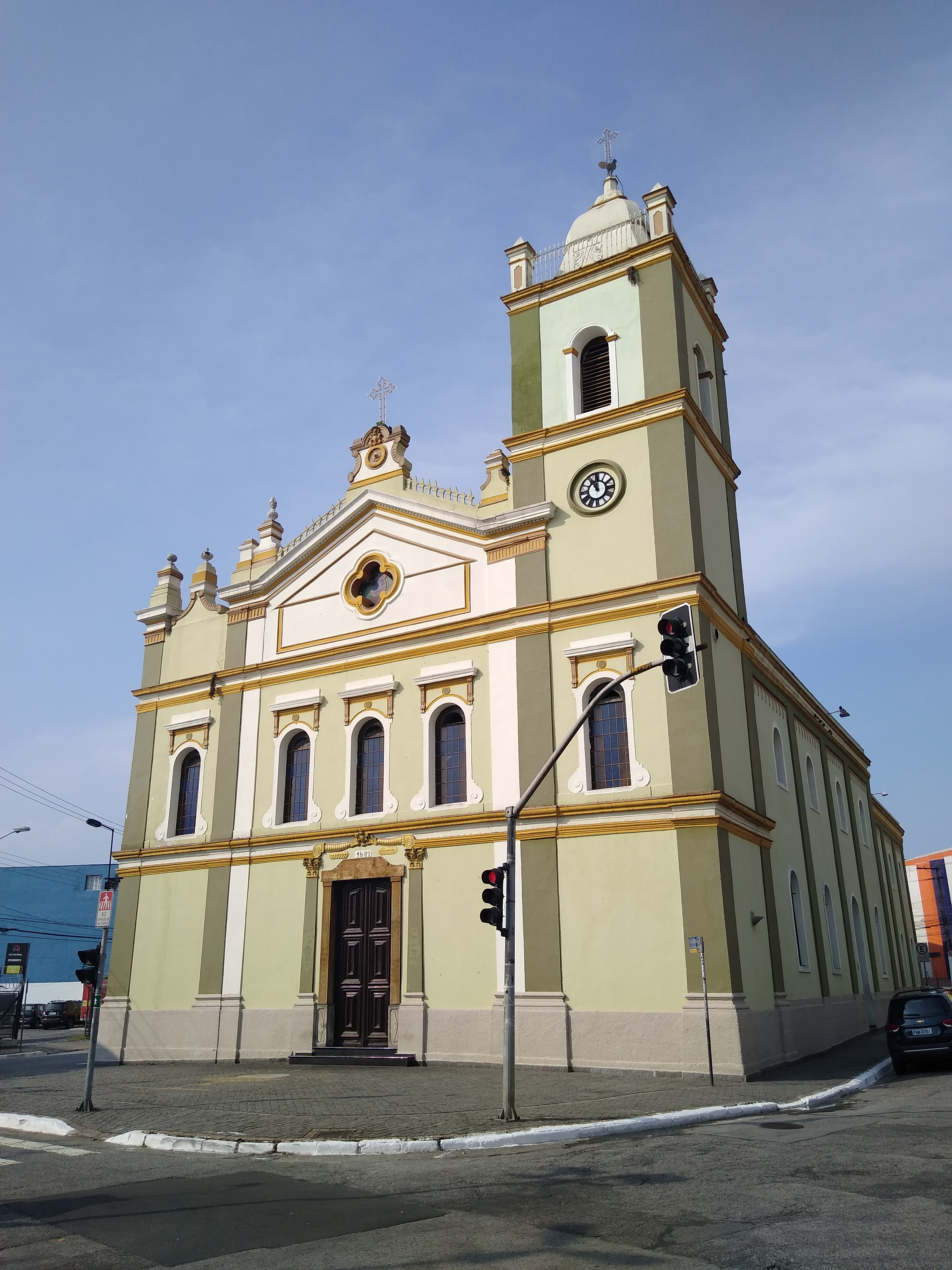
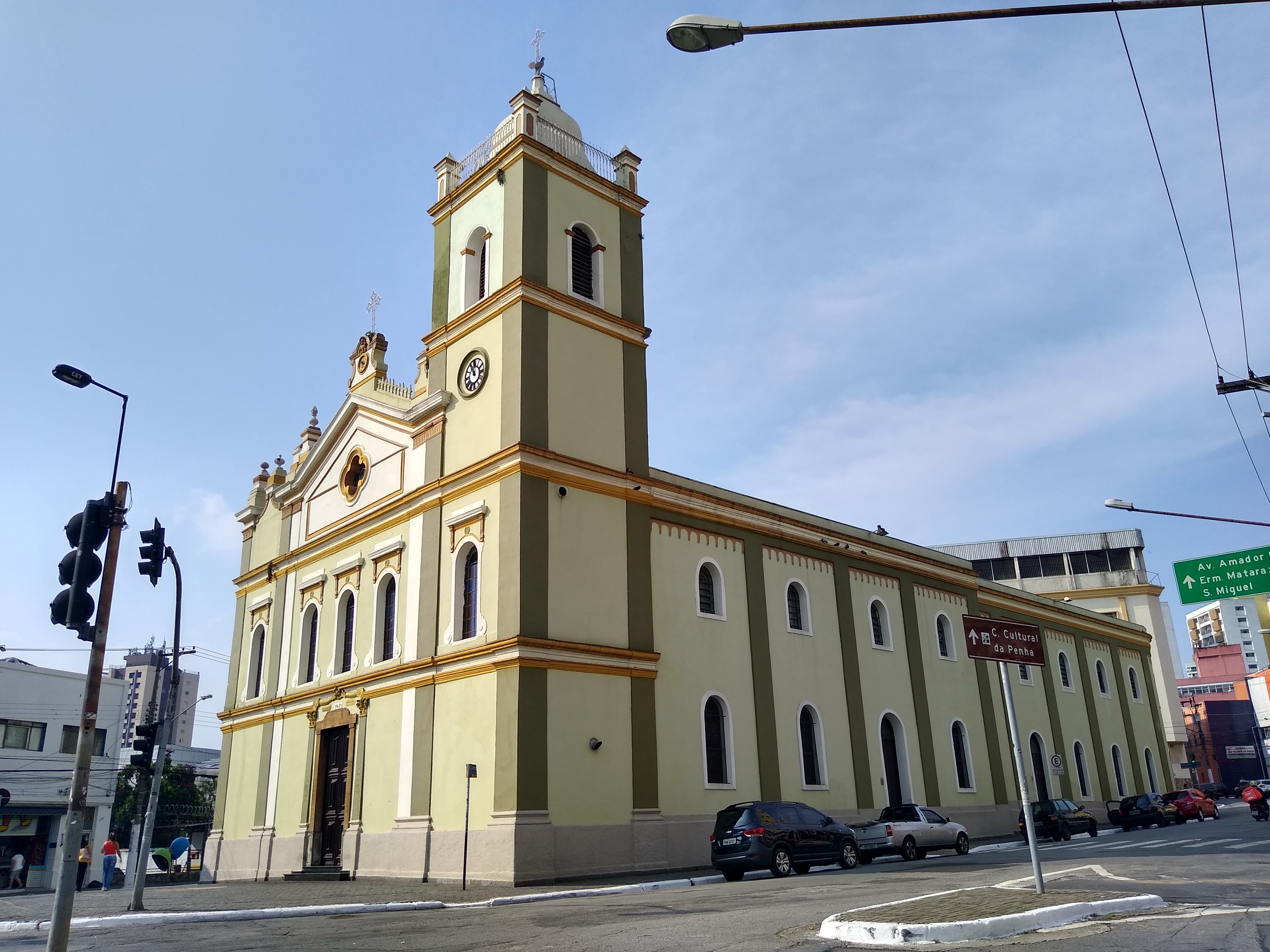
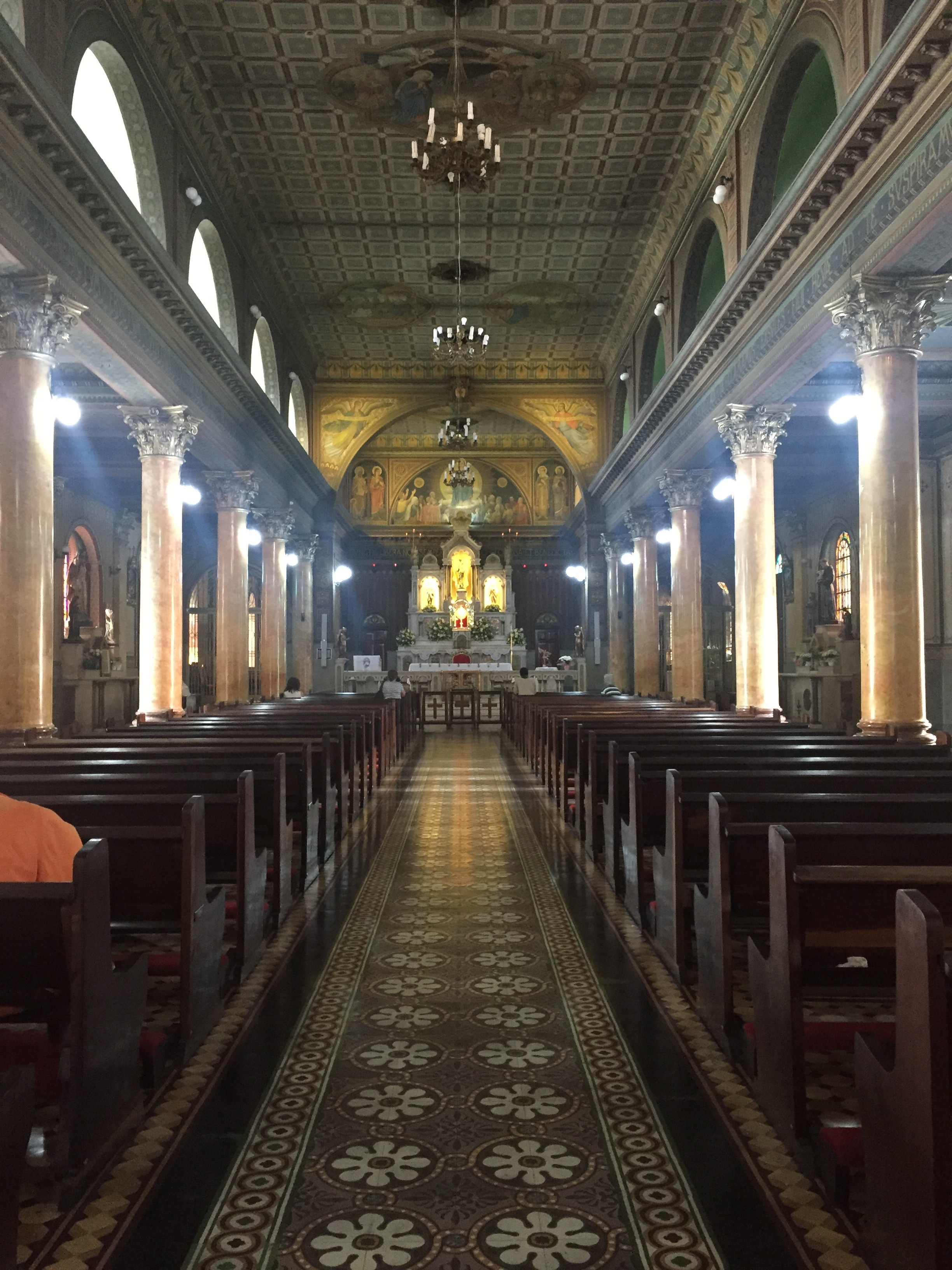
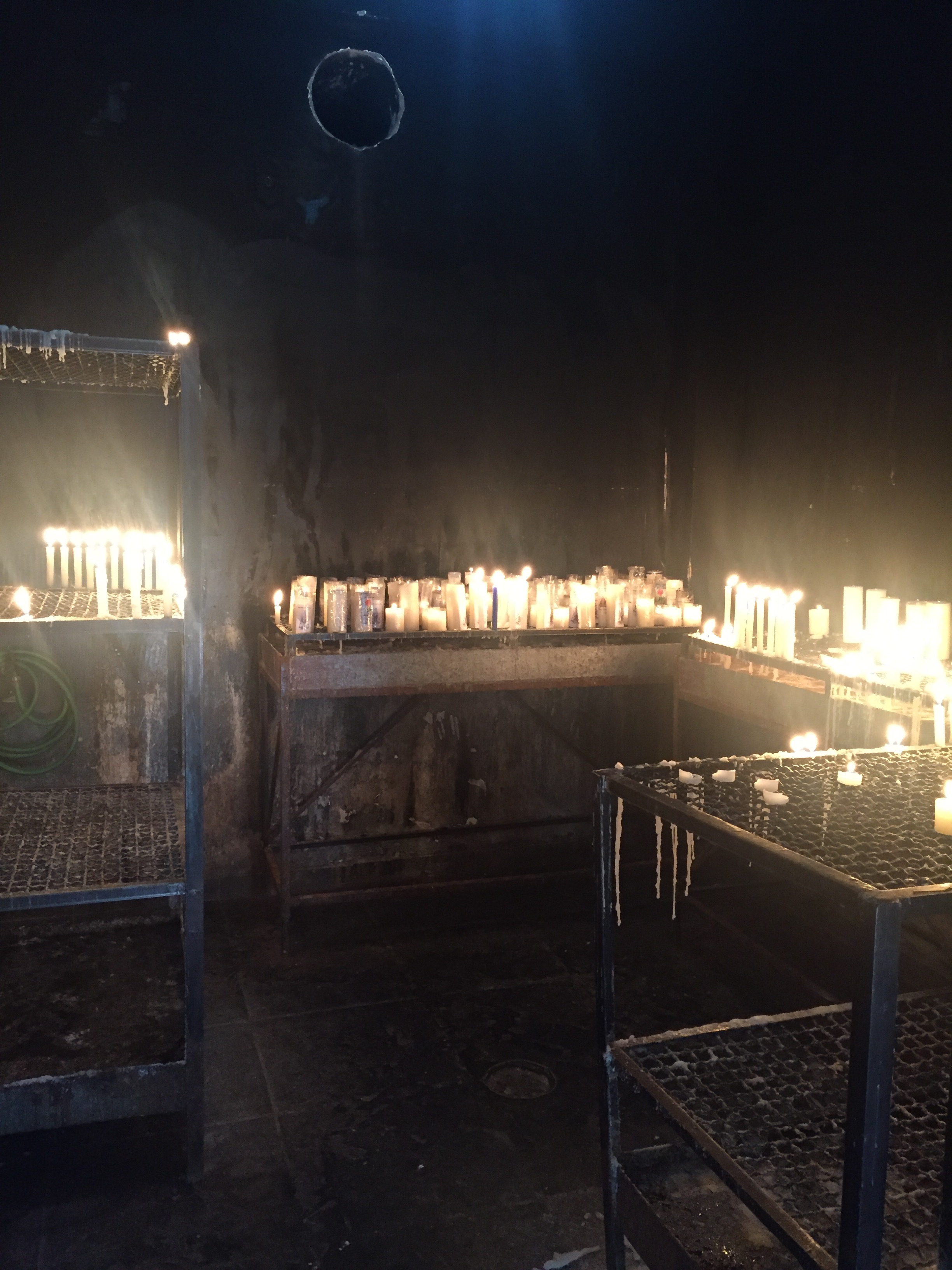
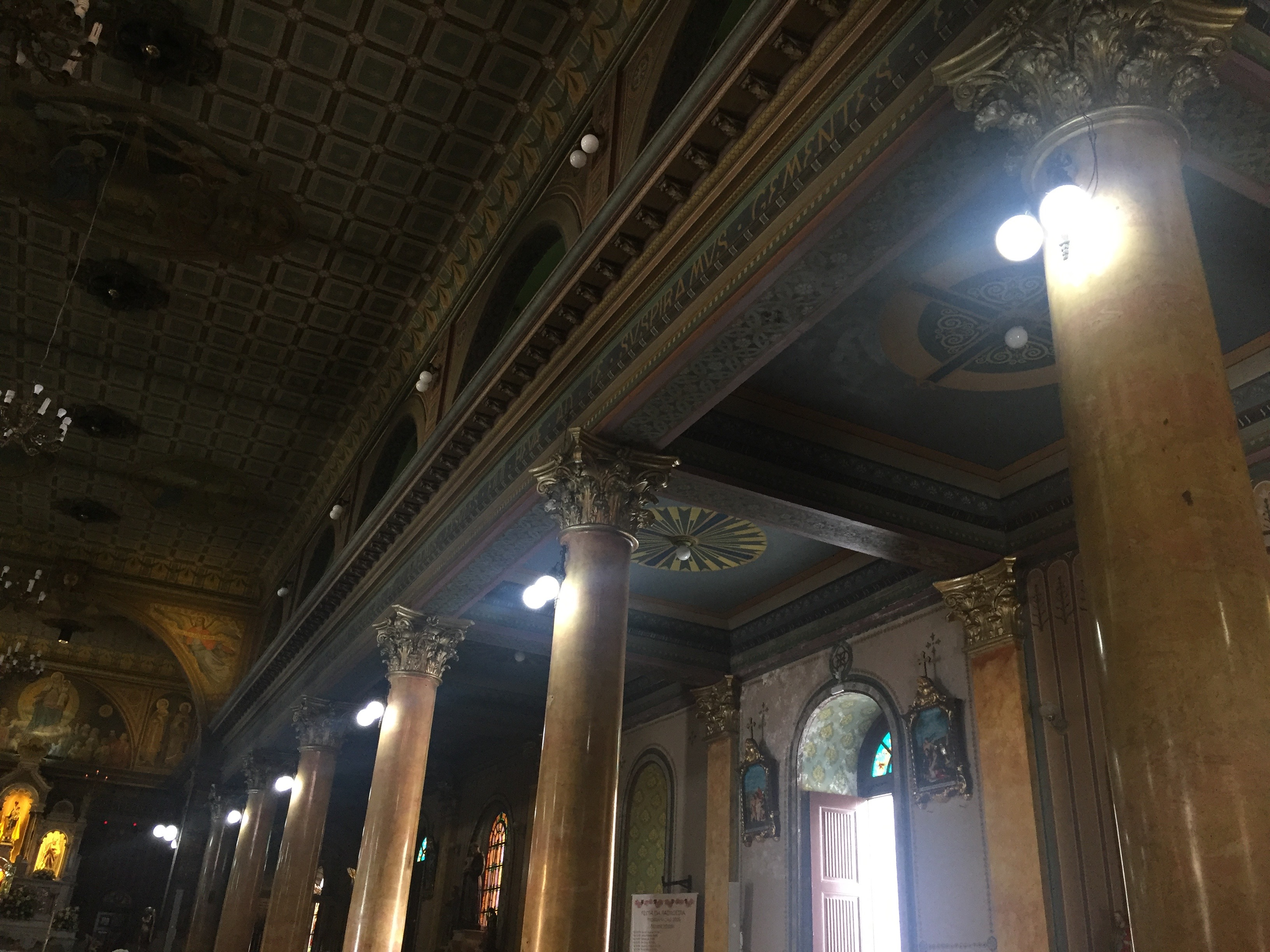
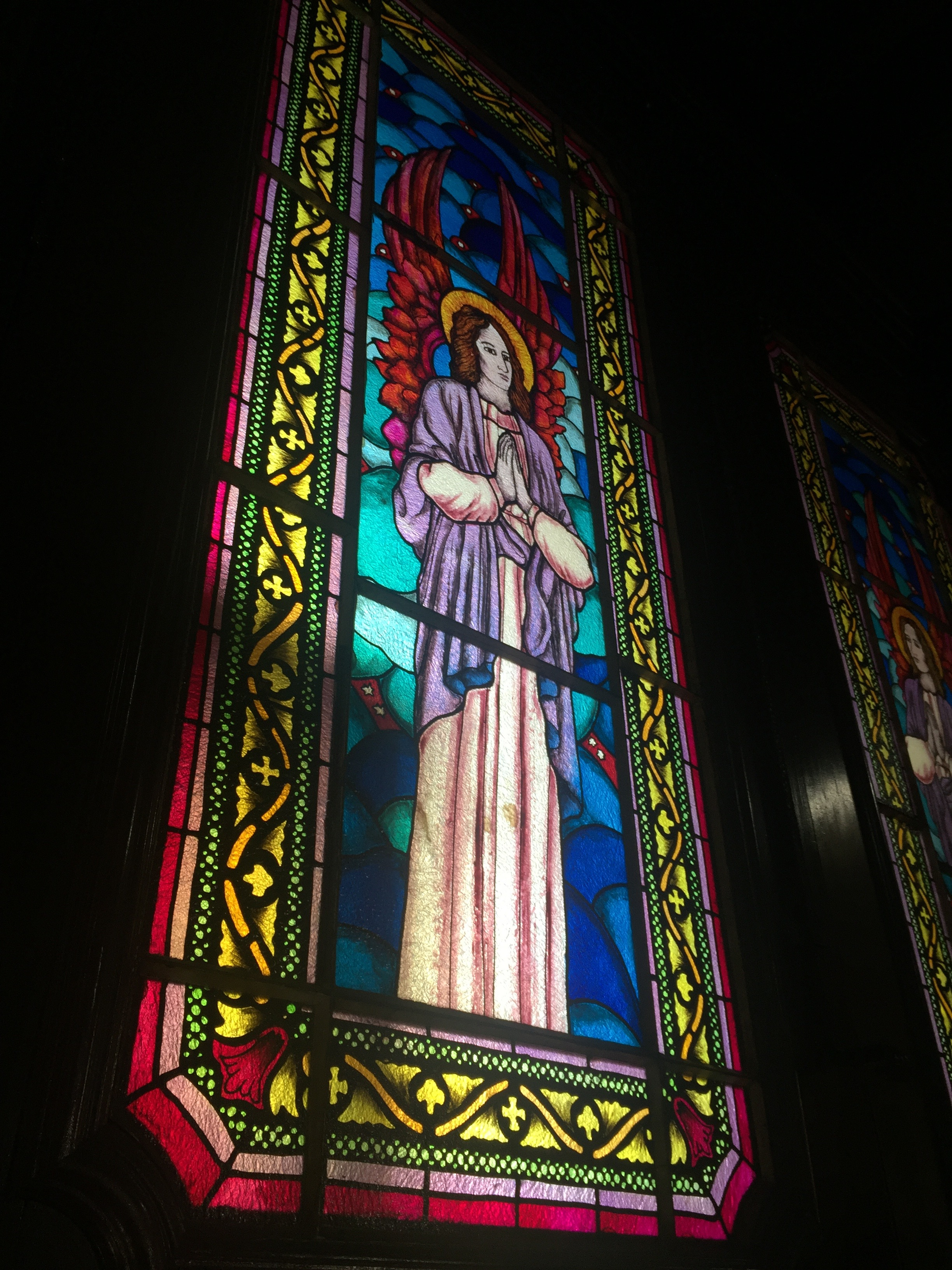
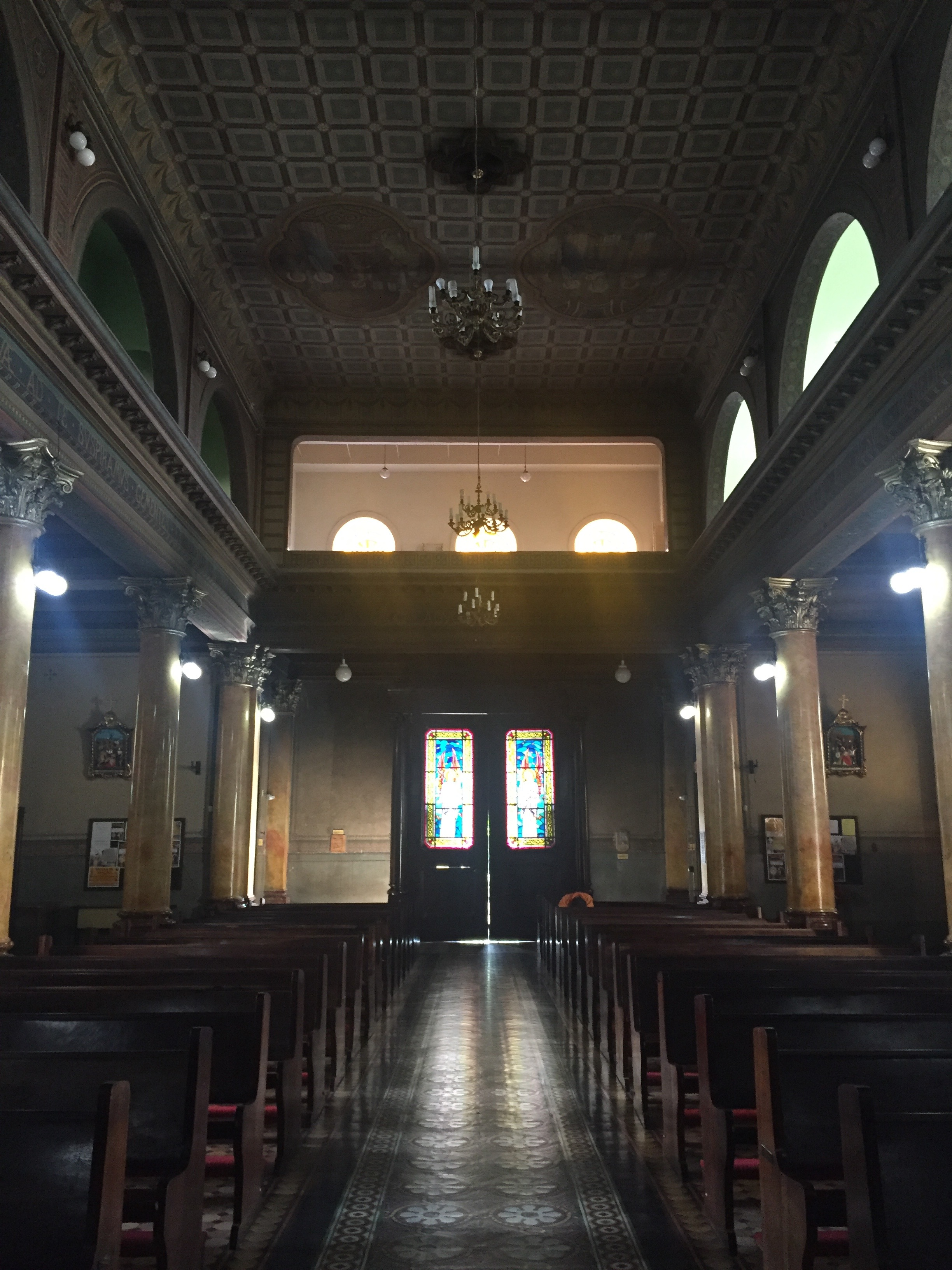

Église Notre-Dame du Rosaire des Hommes Noirs de Penha
Église de Rosário dos Homens Pretos da Penha est un important patrimoine historique de la ville, construit par l'Irmandade do Rosário dos Homens Pretos (Fraternité du Rosaire des Hommes Noirs). Le bâtiment donne son nom au Largo do Rosário.

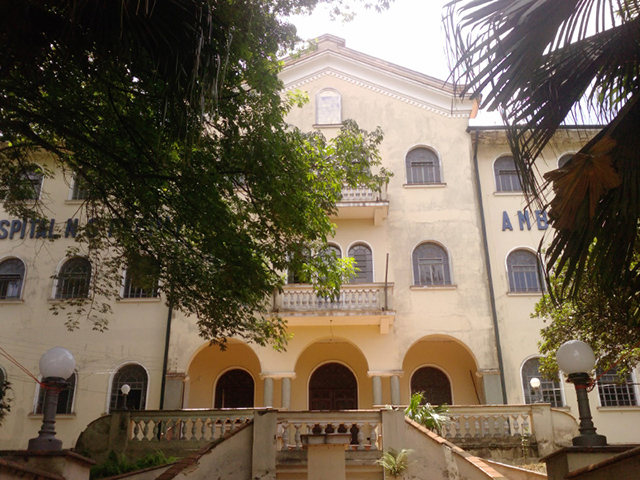
Séminaire de Penha

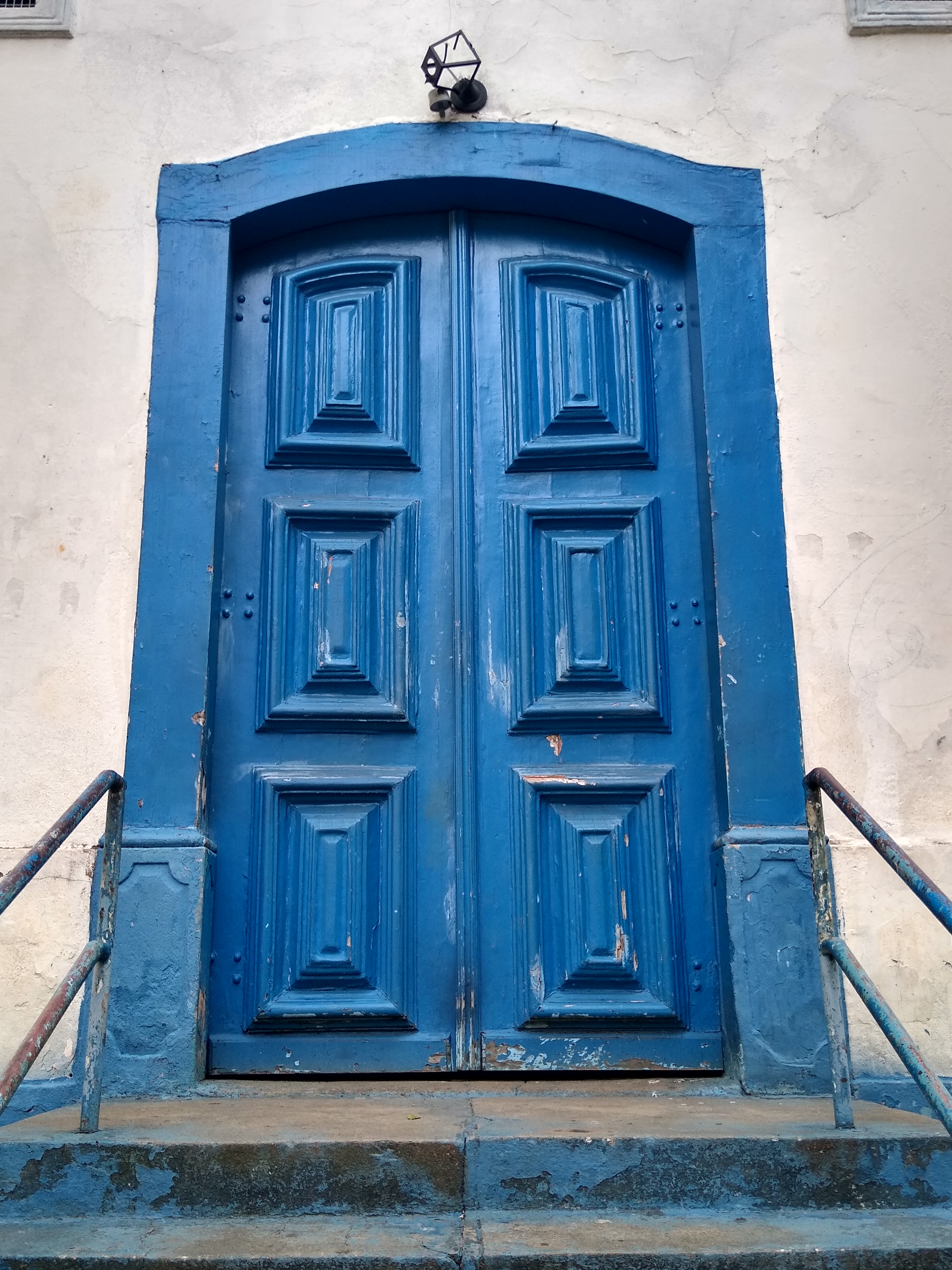
Porte de l'église du Rosaire de Penha

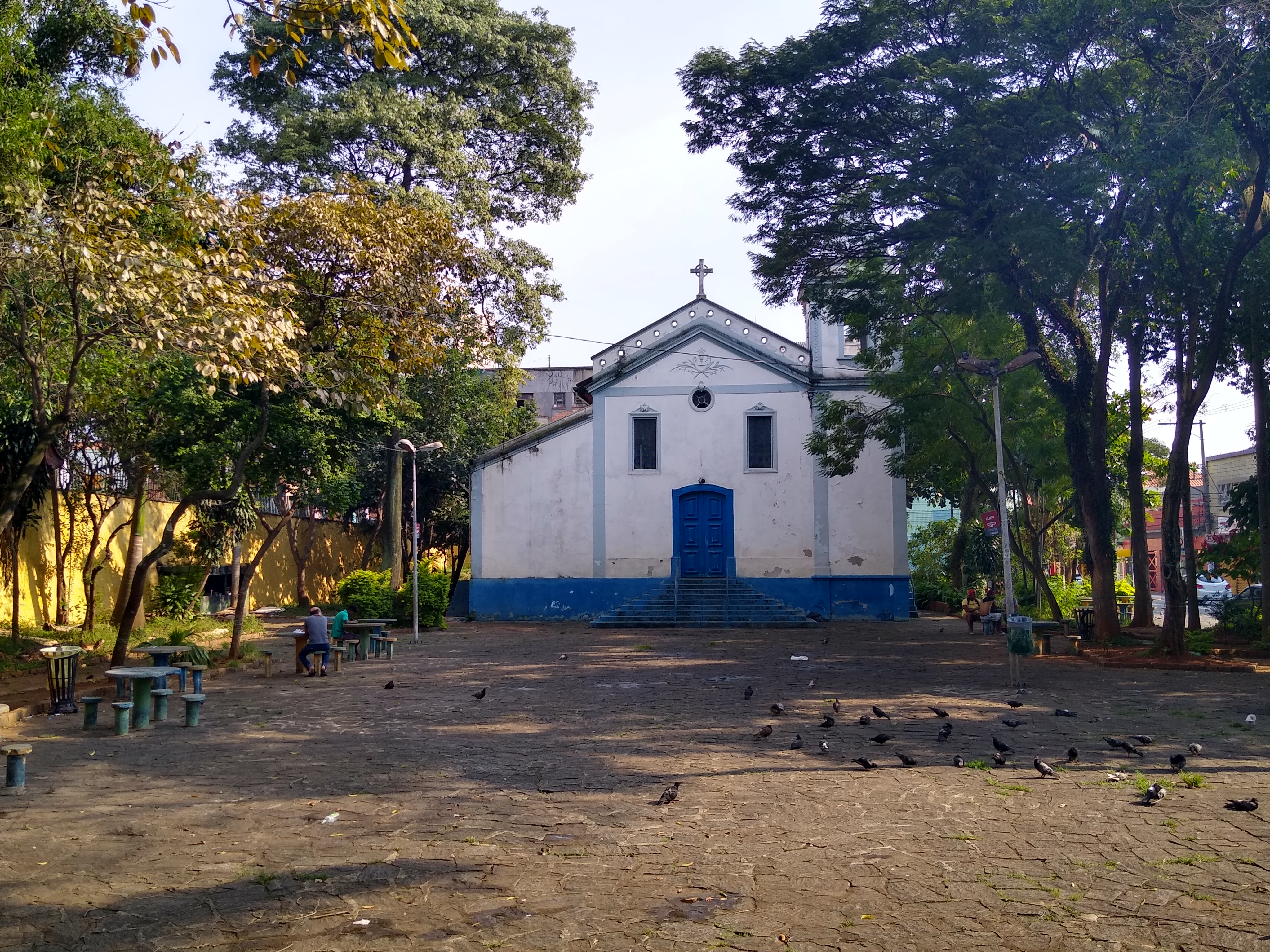
Église du Rosário dos Pretos da Penha et Largo do Rosário

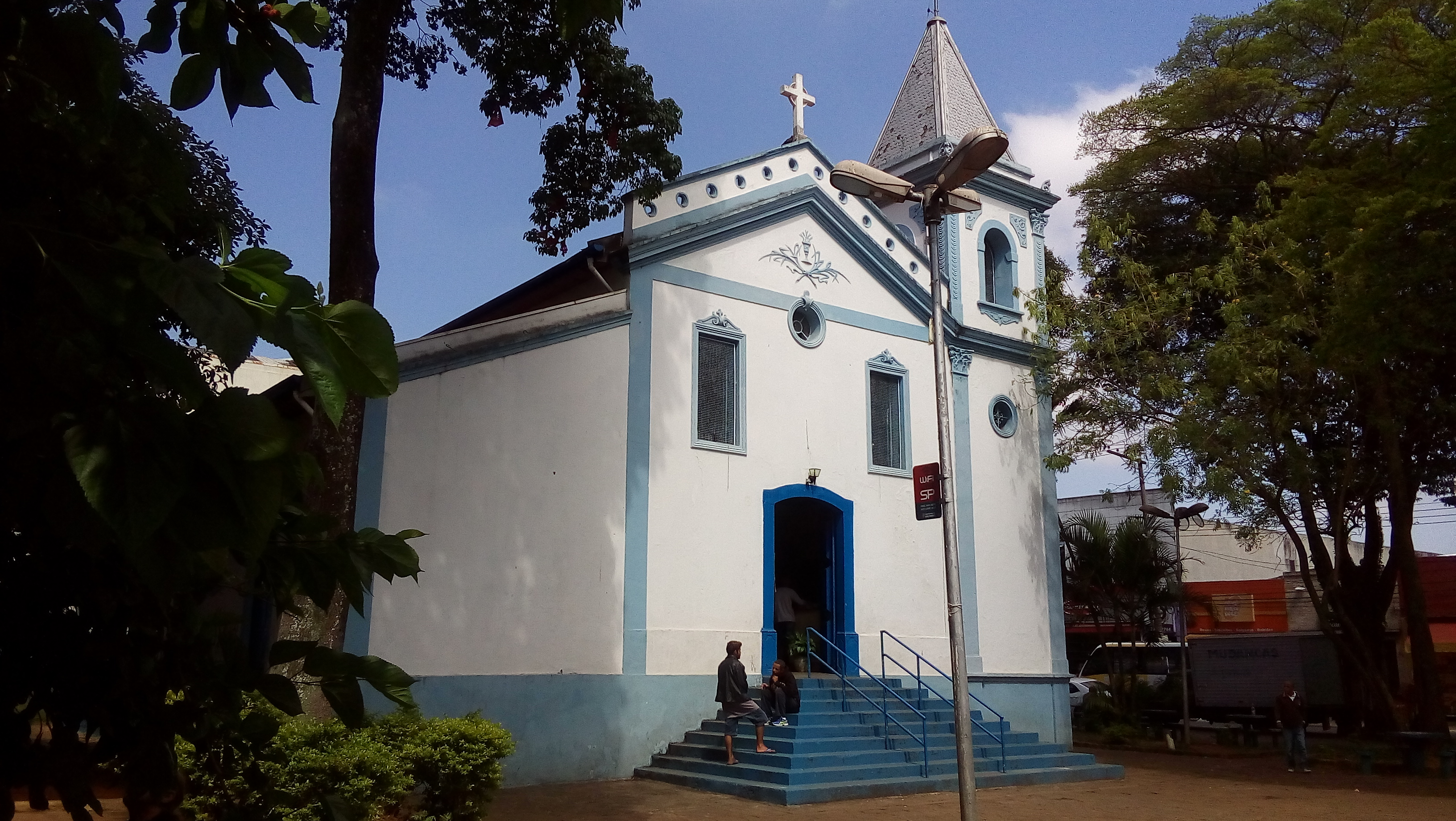
Façade de l'église du Rosário dos Homens Pretos da Penha

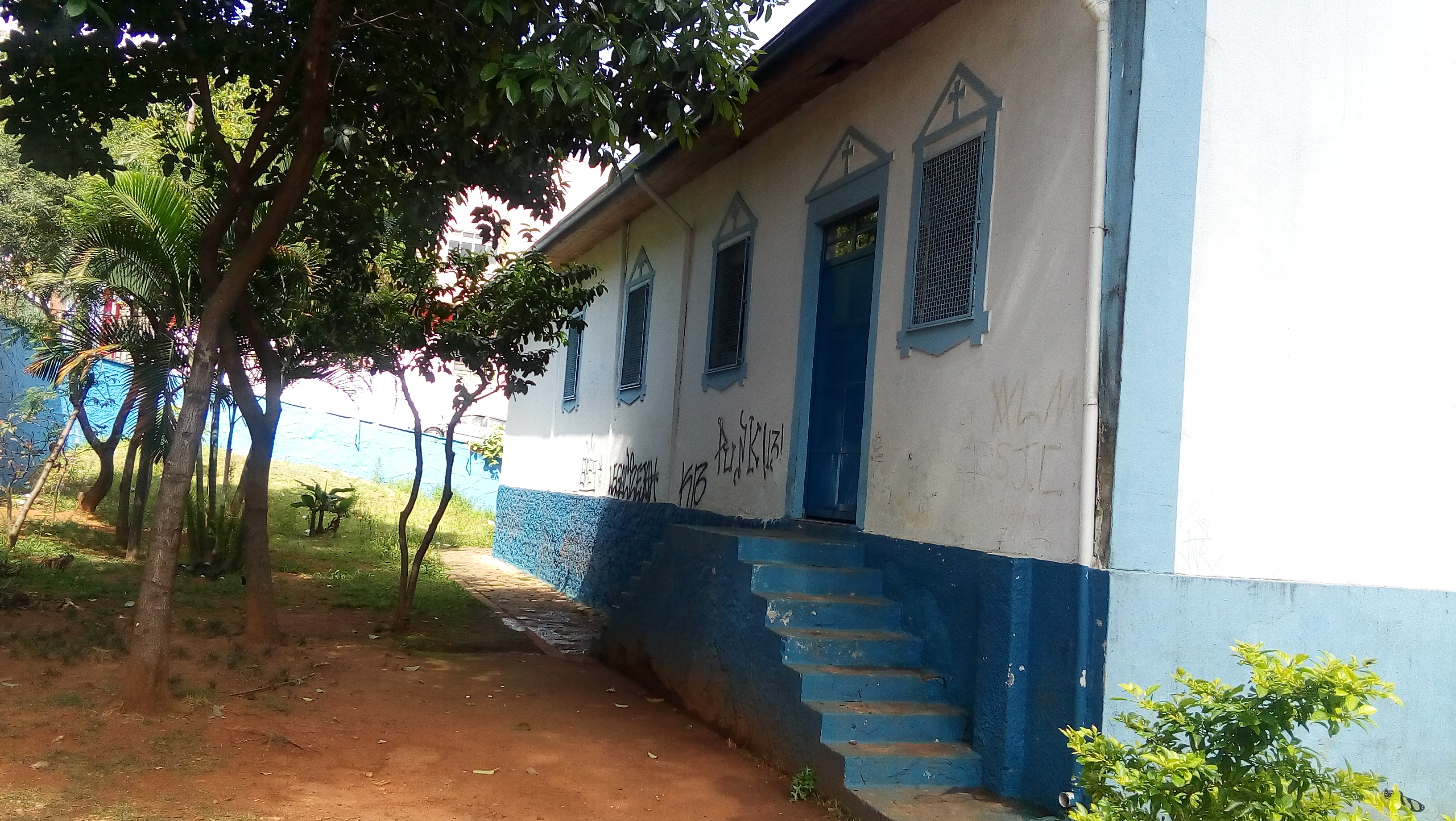
Côté de l'église du Rosaire

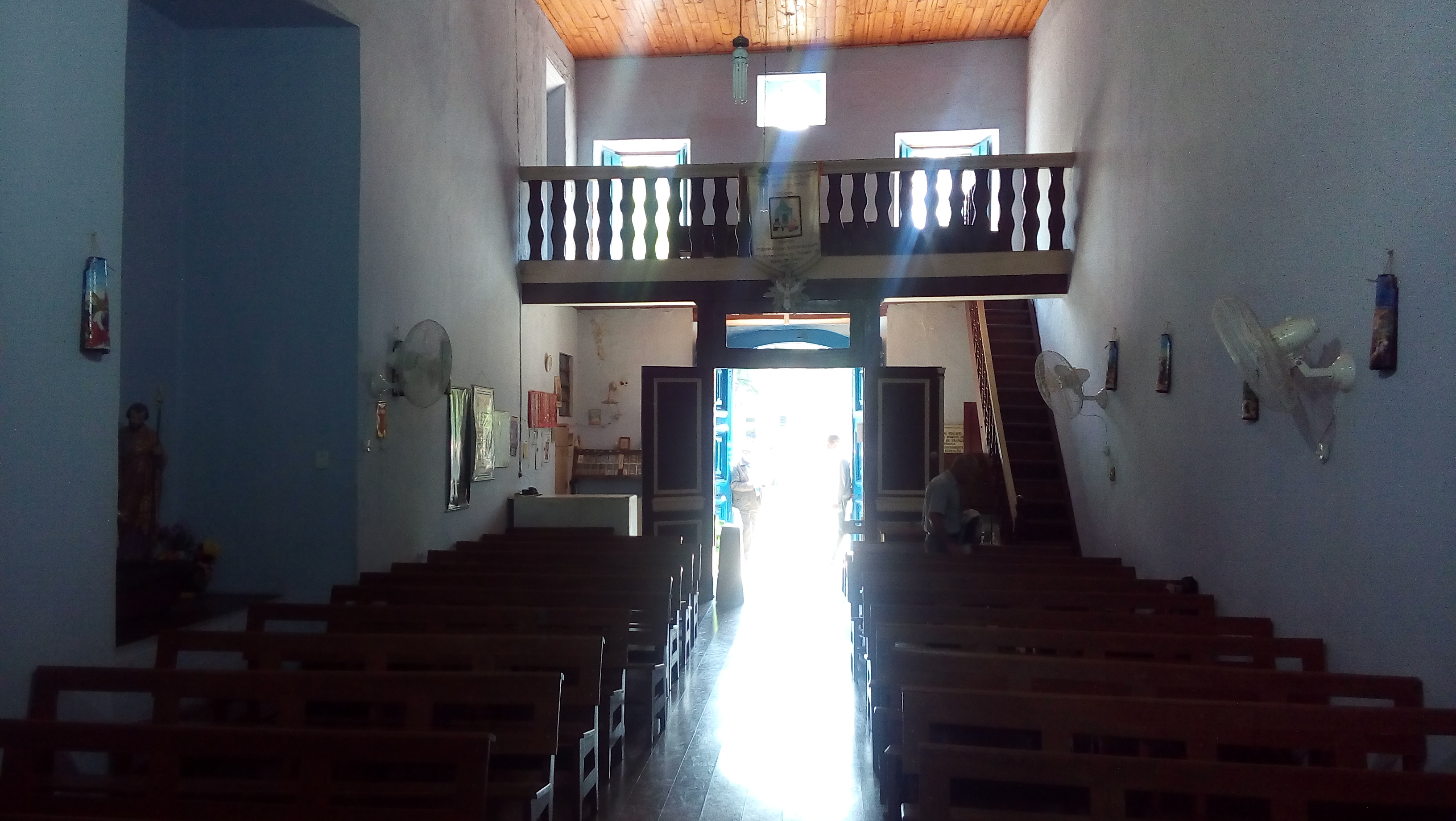
Intérieur de l'église du Rosaire

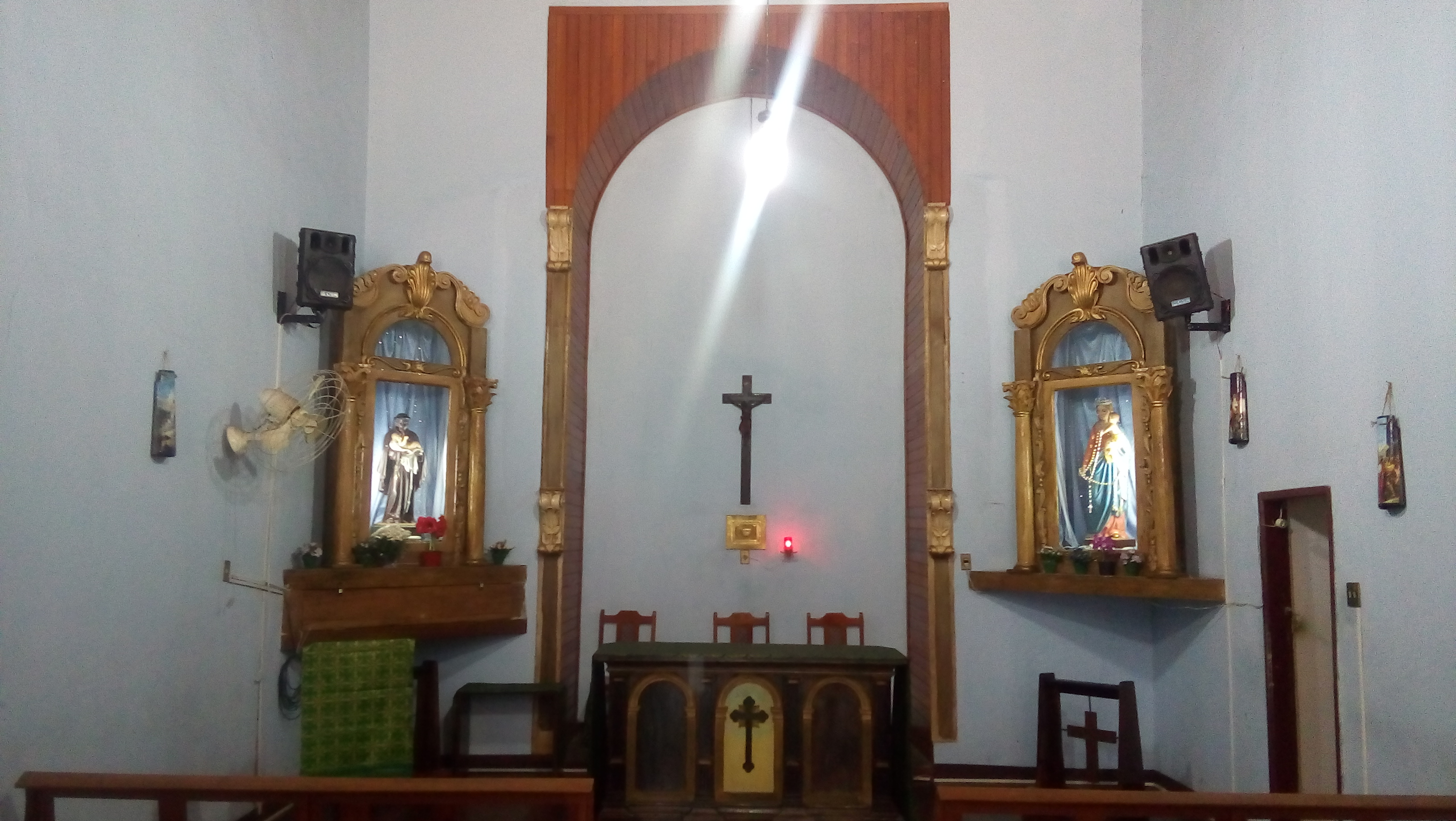
Autel et images de l'église du Rosaire

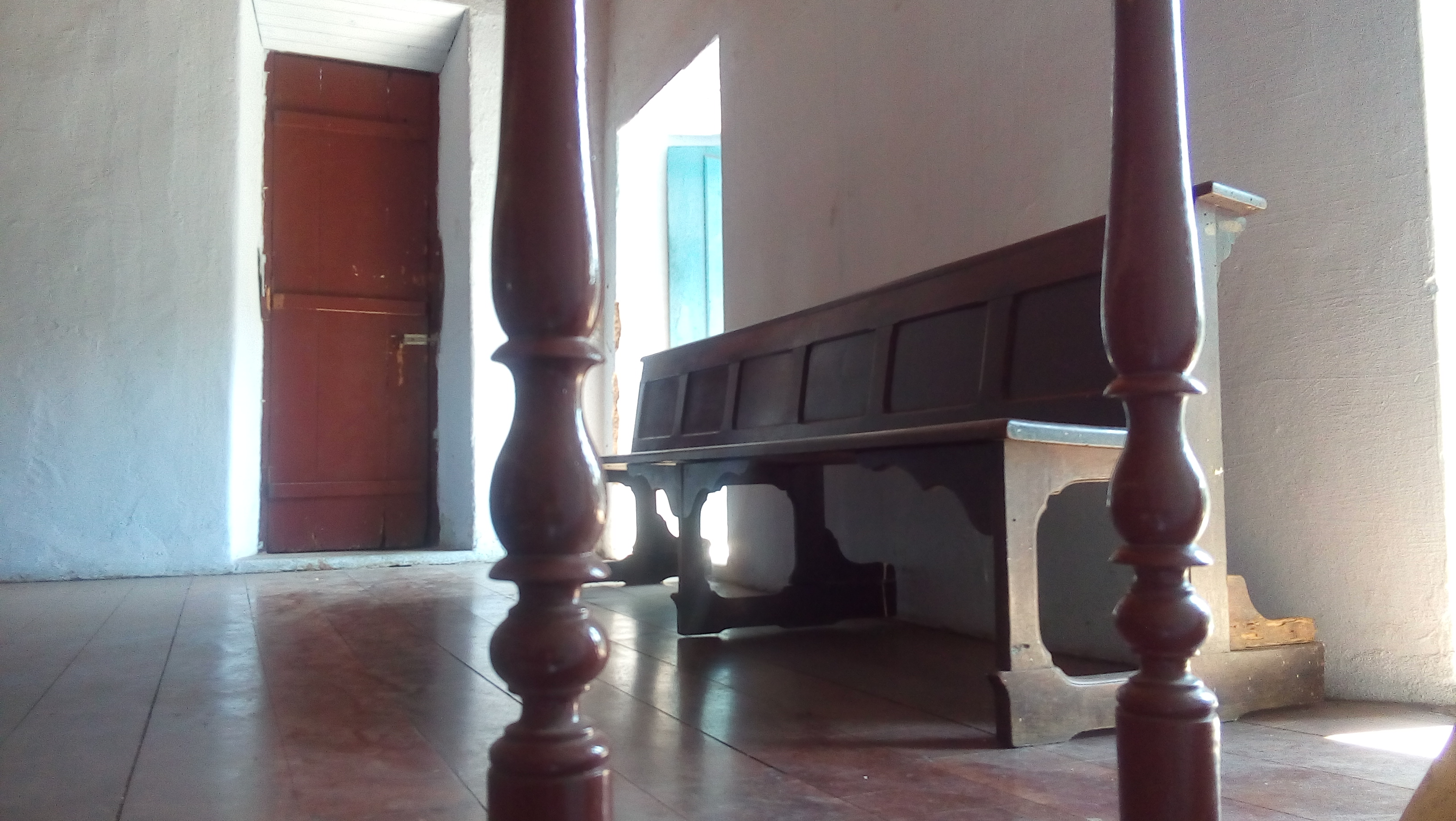
Mezzanine de l'église

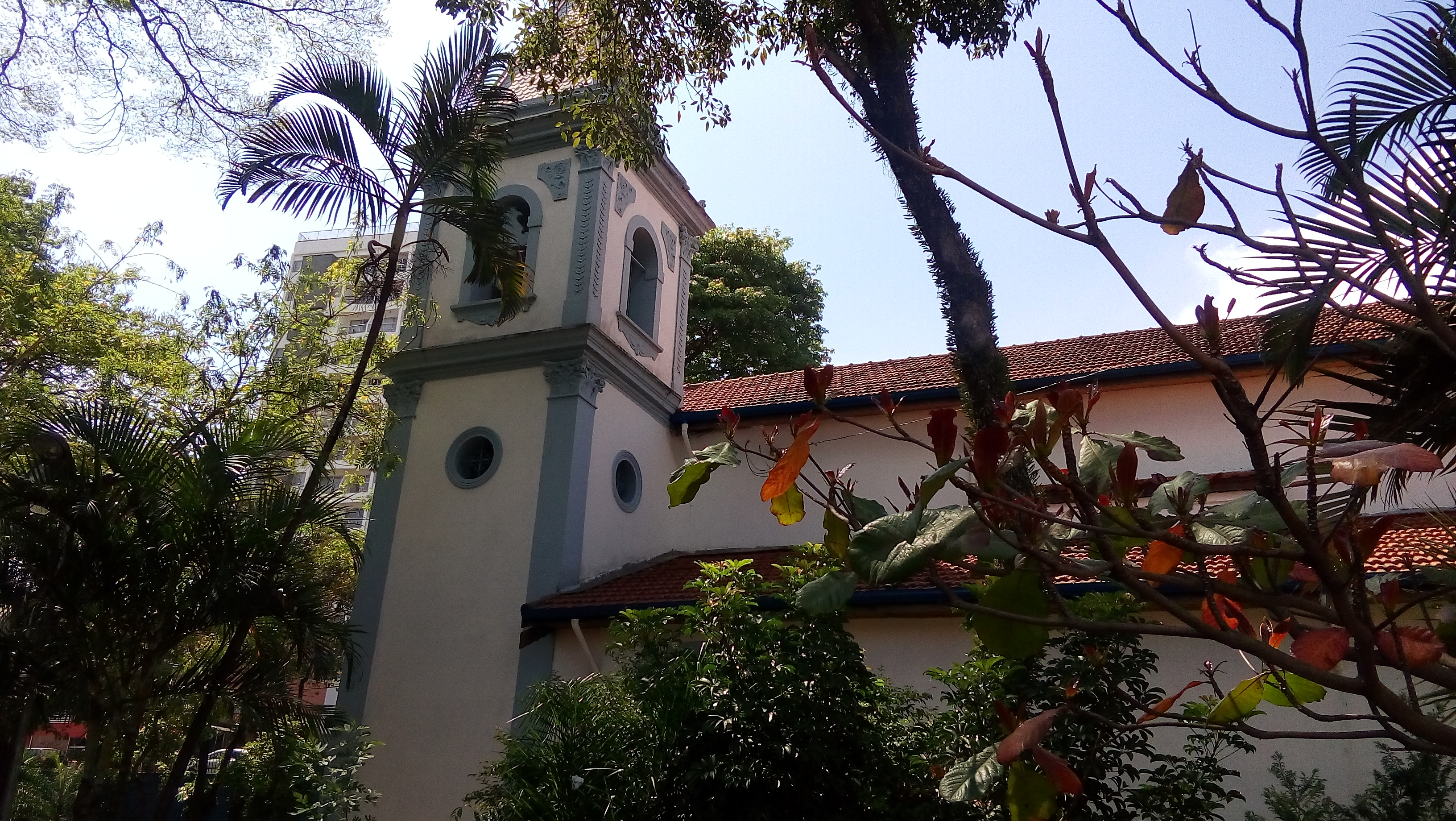
Clocher de l'église

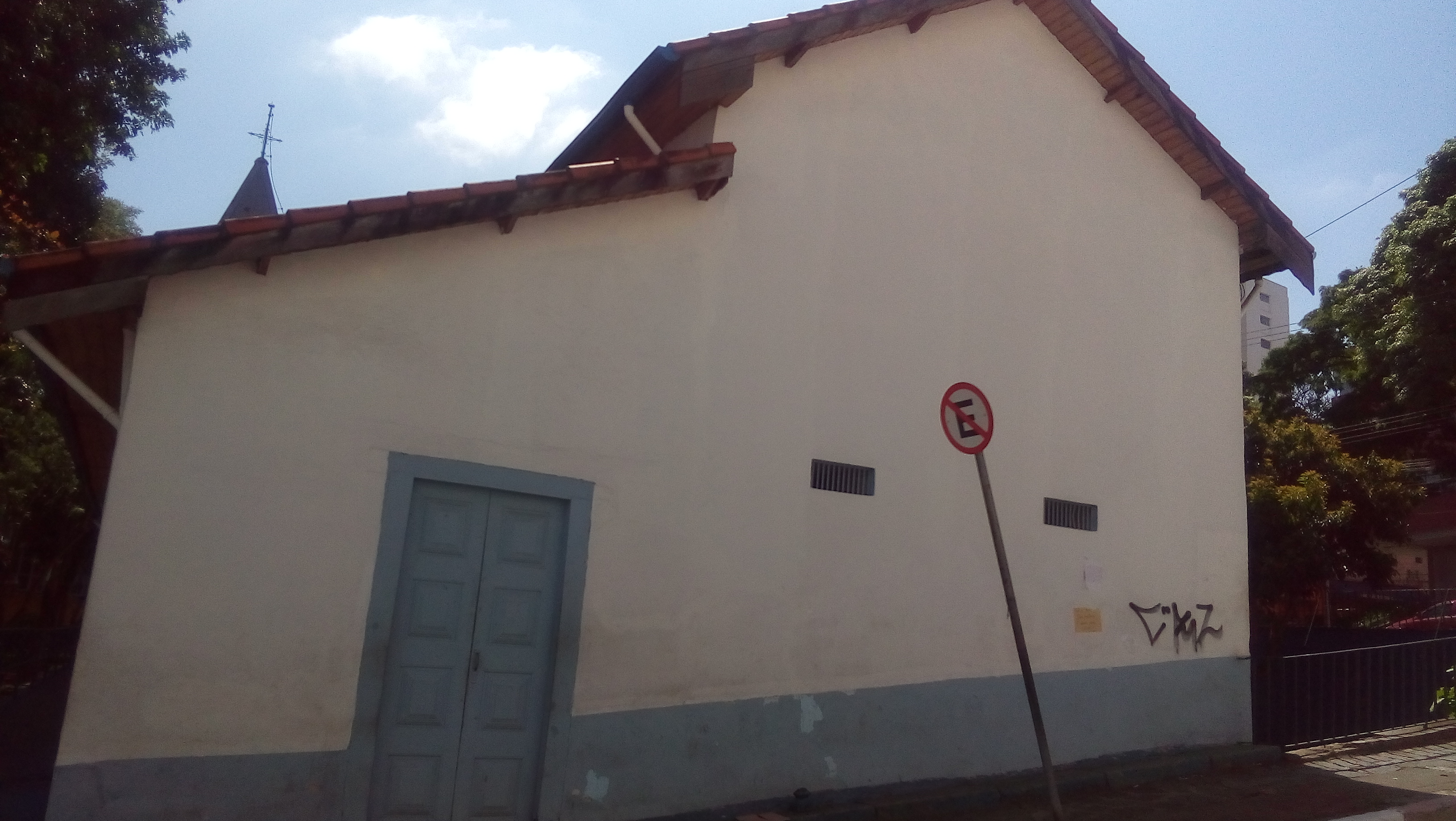
Fonds de l'Église

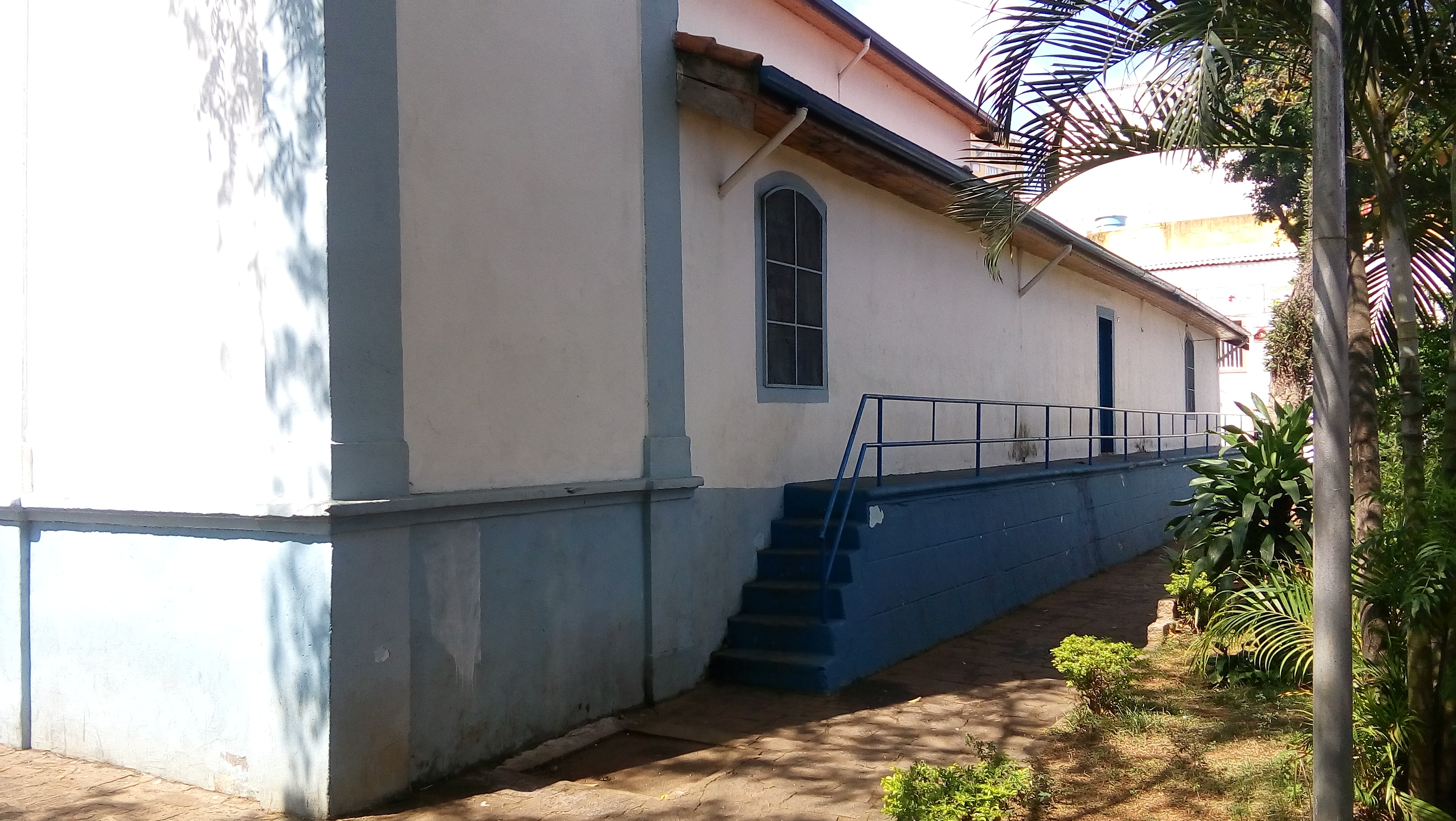
Côté de l'église du Rosaire

Avec la vocation catholique historique de Penha, qui regorge d'églises, on a pensé à la fin des années 1940 d'ériger un bâtiment devant servir de couvent. Avec son achèvement au début des années 1950, les autorités religieuses responsables de la construction ont fini par estimer que la propriété était trop grande. Il a été conclu que le bâtiment devait être transformé en un séminaire pour les prêtres rédemptoristes, connu sous le nom de Séminaire de Penha. Il a déjà abrité les fonctions administratives de la mairie ainsi que l'hôpital Nossa Senhora da Penha.

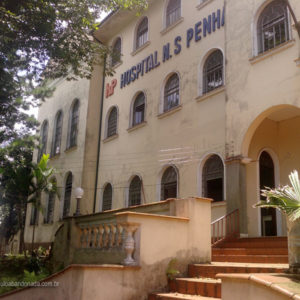
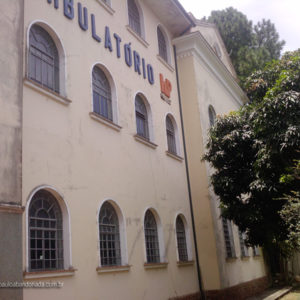
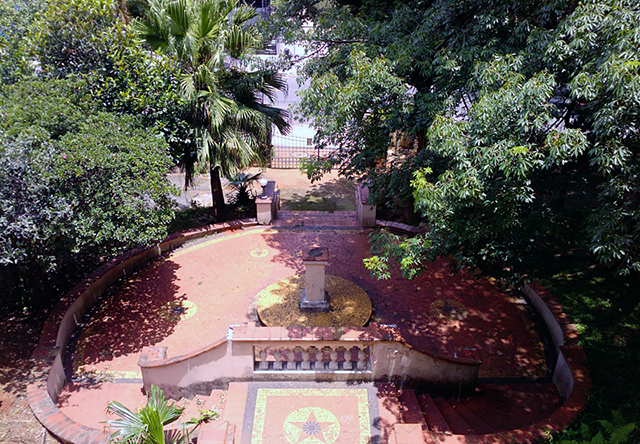
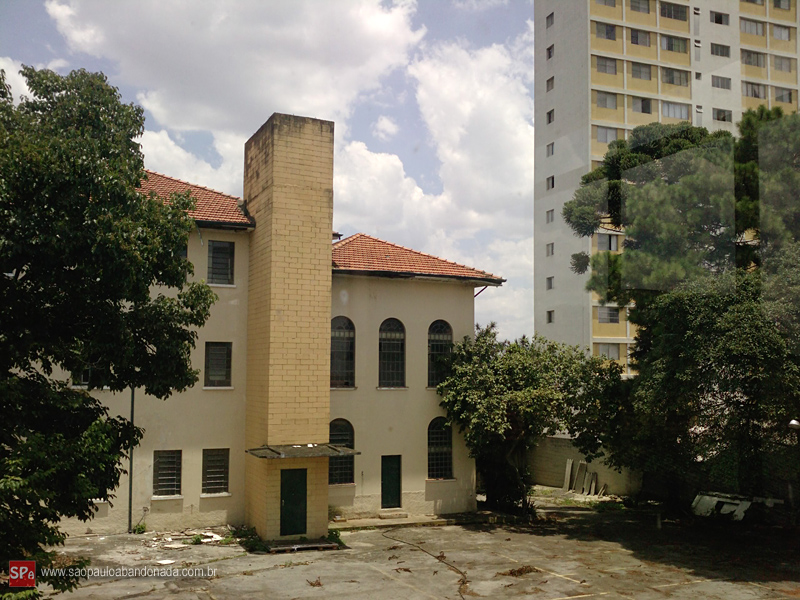
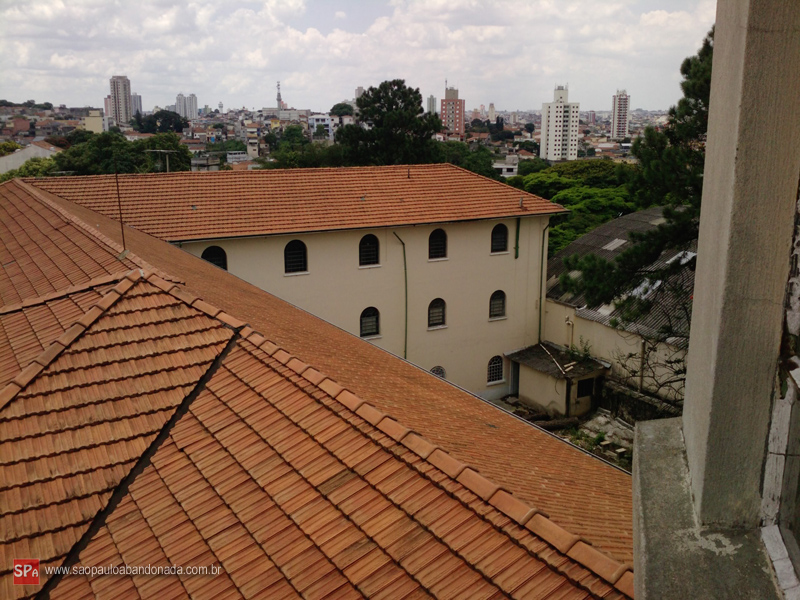
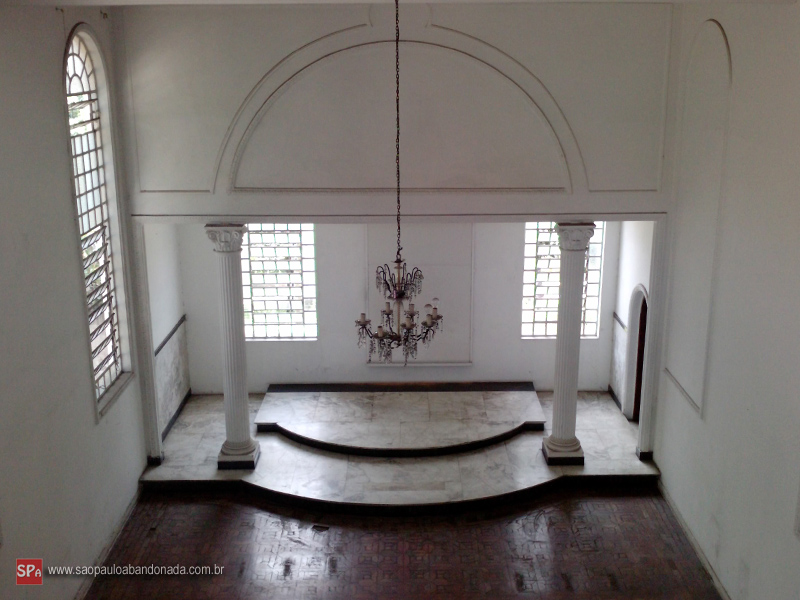
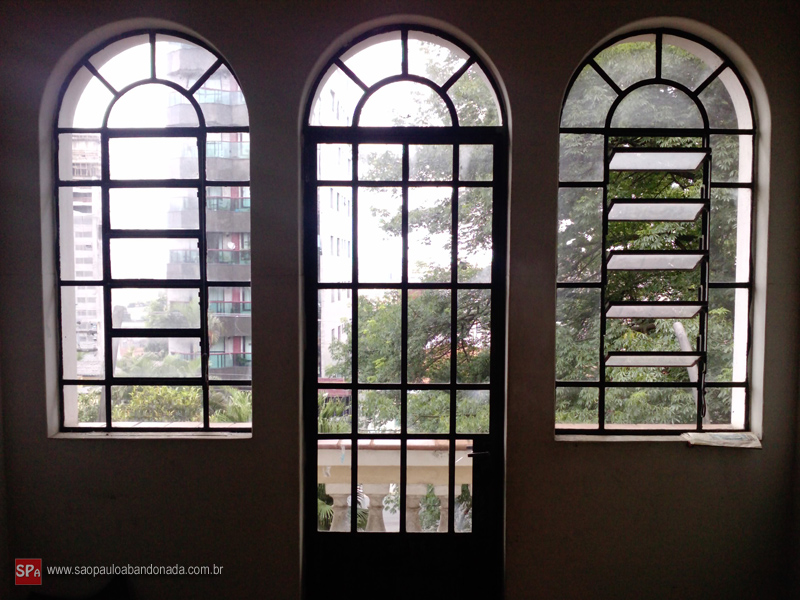
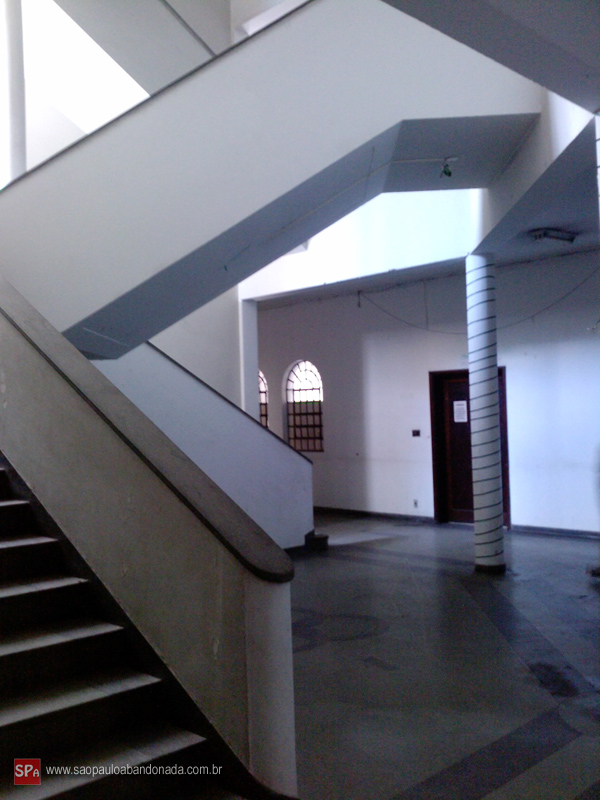
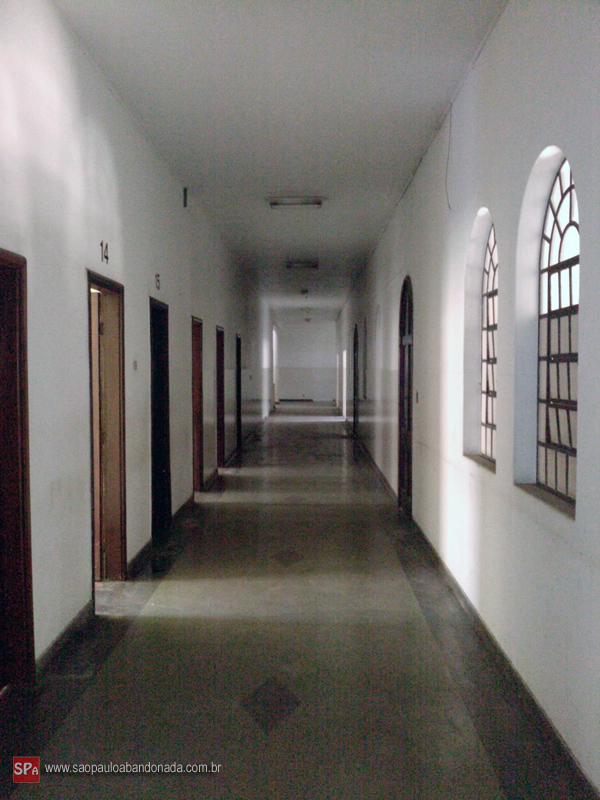
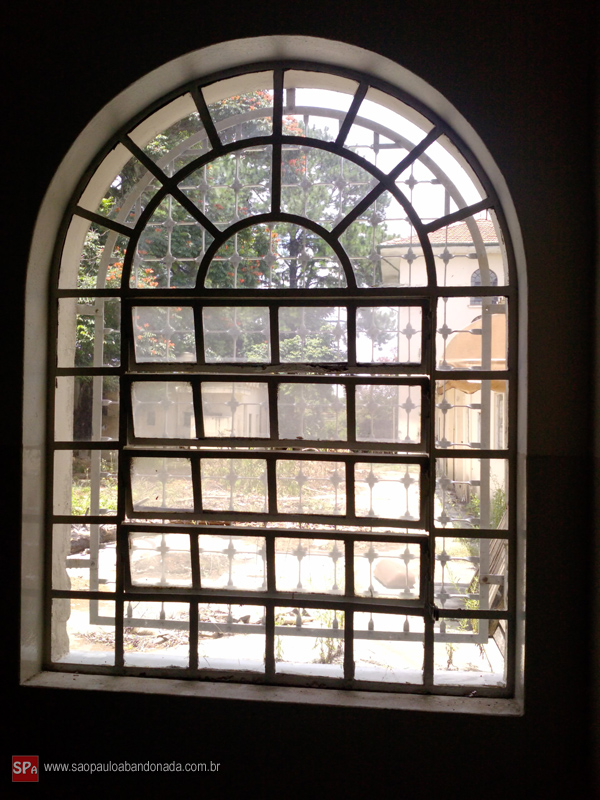

Galerie du Séminaire de Penha

## Profil démographique
Selon les données de l'enquête "Mapa da Desigualdade" de Rede Nossa São Paulo, 23,9% des habitants de Penha se considèrent comme noirs et bruns (moyenne municipale : 32,1%) et 53,4% de cette population sont des femmes (moyenne municipale : 52,6%). Elle a un pourcentage de 6,6% de ses ménages situés dans des établissements informels (moyenne municipale : 8,3%). En 2017, pour dix habitants de Penhão participant au PIA (population en âge de travailler), seuls 2,7 avaient un emploi formel.
Suivant la tendance d'autres quartiers périphériques qui se trouvent cependant dans un rayon proche de la zone centrale de São Paulo, depuis les années 1990, le quartier a maintenu la tendance à la diminution de sa population , situation inversée ces dernières années avec une tendance à la croissance démographique.

## Santé
Le district de Penha est soutenu par l'hôpital BP Filantropo, ancien hôpital général de Penha, toujours à la même adresse, mais sous l'administration de Beneficência Portuguesa de São Paulo, desservant le réseau du système unifié de santé. Il y a aussi une unité de l'hôpital Dia Rede Hora Certa dans le quartier. L'hôpital vétérinaire Animal Prime, le premier de la région, dispose d'une structure moderne et complète avec des tests de laboratoire, des rayons X, des ultrasons et une hospitalisation de 24 heures.

## Éducation
Dans le district de Penha, il est possible de trouver plusieurs établissements des réseaux publics et privés, de l'éducation de la petite enfance, de l'enseignement primaire, secondaire, technique et supérieur. Certains des plus connus sont Senac, Etec Professeur Aprígio Gonzaga, Colégio Vicente de Paula, Escola João XXIII, Centro Universitário e Colégio Carlos Drummond de Andrade, Colégio Objetivo Penha, Escola Estadual Nossa Senhora da Penha, entre autres.

## Transport
Le district est desservi par la ligne 3-Rouge du métro de São Paulo, qui a fini par remplacer l'ancienne EFCB. Les stations de métro qui desservent Penha sont : Penha, Vila Matilde, Guilhermina-Esperança et Patriarca.
En 2019, le gouvernement de l'État de São Paulo a annoncé la reprise des travaux d'agrandissement de la ligne 2 du métro de São Paulo jusqu'à Guarulhos, prévoyant que le quartier sera desservi par cette ligne à partir de 2025. Dans le quartier, la ligne doit ajouter trois stations (Penha, Penha de França et Tiquatira), avec transfert vers les lignes 3 du métro et 11 de la CPTM à la station Penha, ainsi que vers les lignes 12 Saphir et 13 Jade à la station Tiquatira.

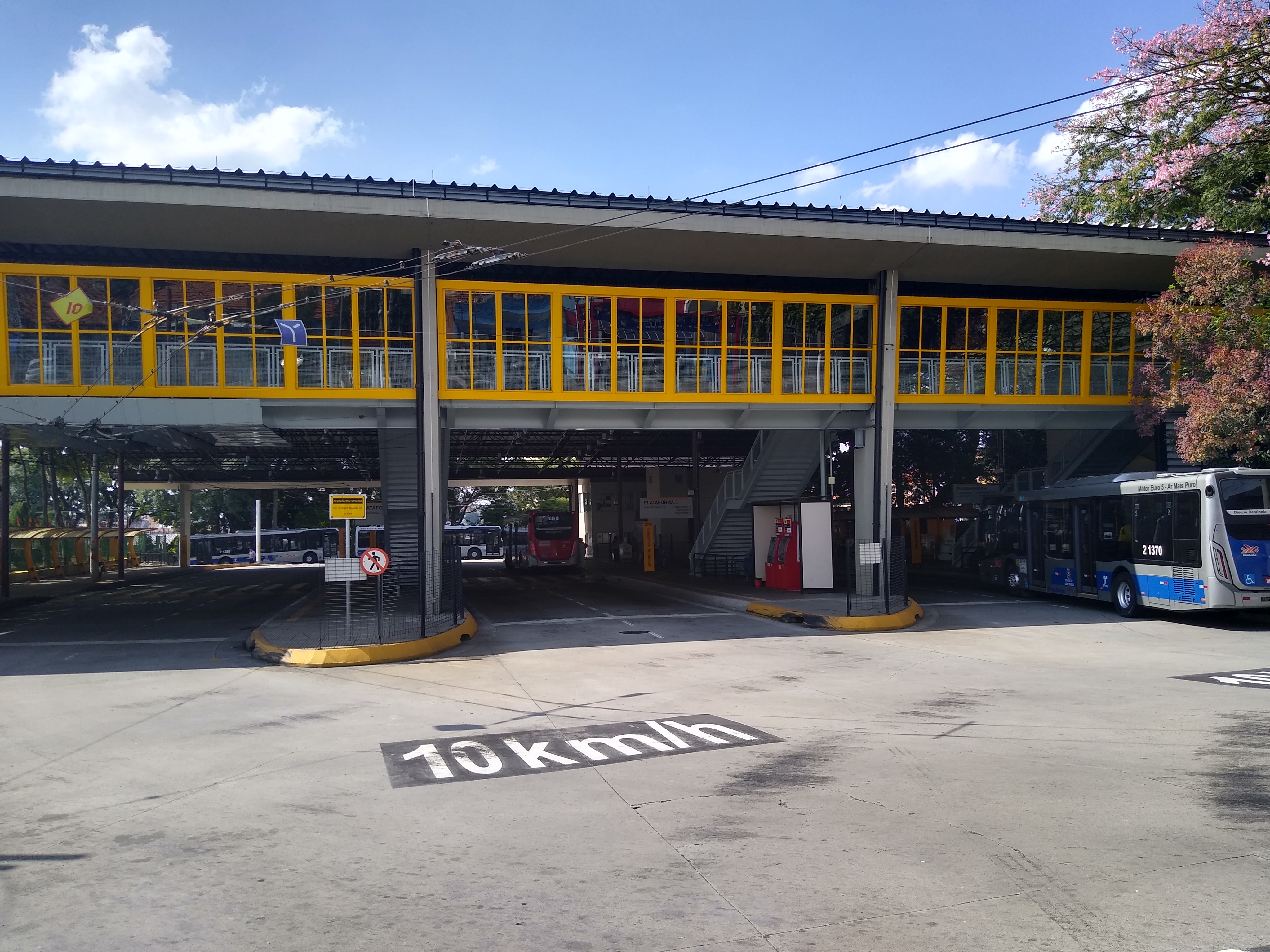
Terminus de bus Penha

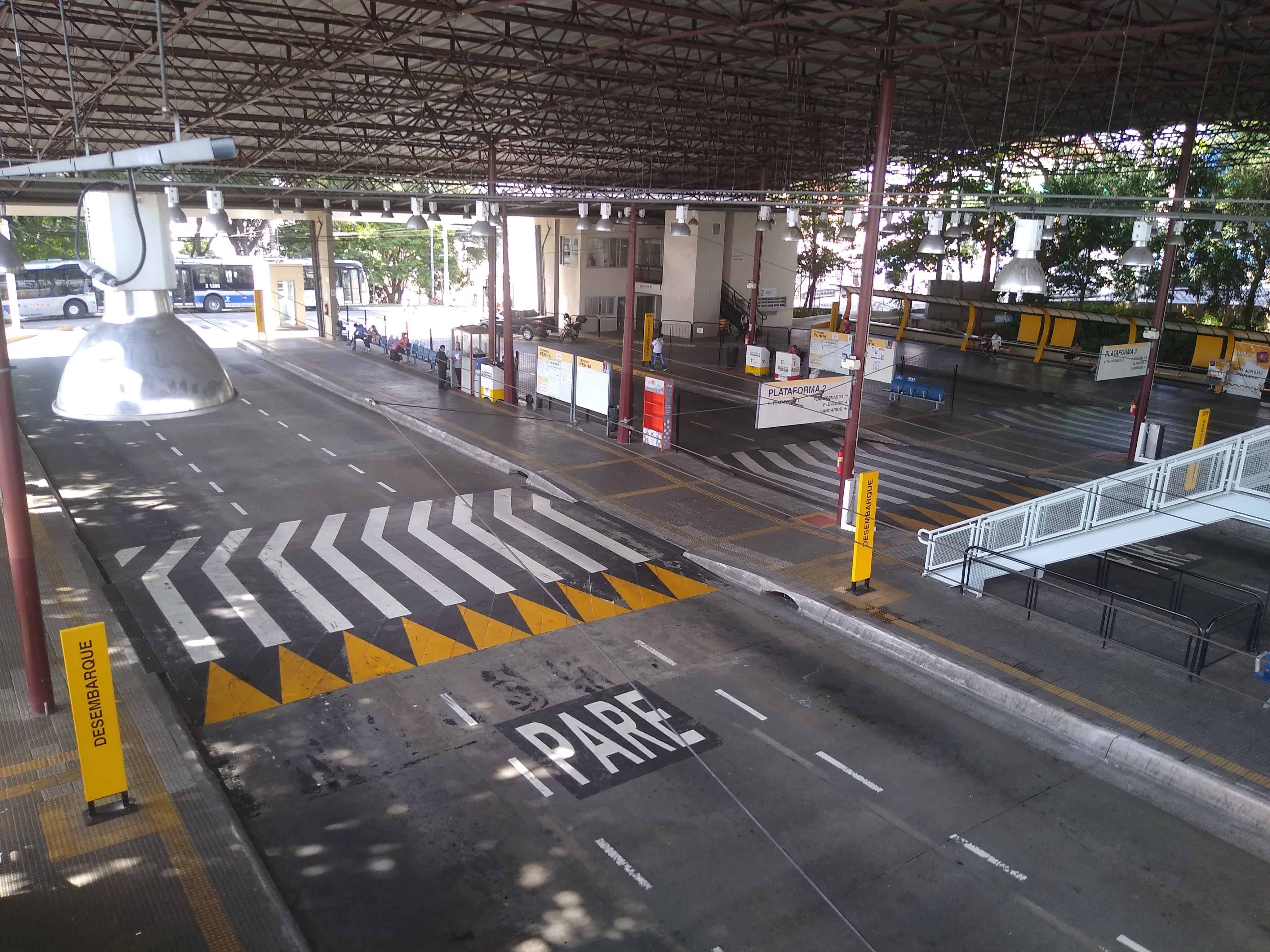
Installations internes du terminus Penha

Il dispose également de plusieurs lignes de bus municipales et interurbaines, ainsi que des terminus Aricanduva et Penha. Le terminus Aricanduva est situé sur l'avenue Airton Pretini, sous le viaduc Engenheiro Alberto Badra (populairement connu sous le nom de viaduc Aricanduva), dans la région du district de Tatuapé. Le terminus Penha est situé sur l'avenue Gabriela Mistral et avec une entrée par l'avenue Penha de França. Le terminal de Penha a ouvert le 18 octobre 1996. Le terminal fonctionne avec onze lignes desservant les quartiers du nord-est, de l'est, du nord et du centre. Il est important de se rappeler qu'en plus des terminaux de bus exclusifs, Penha possède également des terminaux de bus reliés aux stations de métro Penha, Vila Matilde et Patriarca.

## Commerce
Penha possède un solide portefeuille de grands magasins et de commerces spécialisés, le quartier compte des supermarchés Carrefour, Extra, Sonda, Cobal et Dia, en plus du Shopping Penha. Construit en 1992, le centre commercial compte des megastores, des cinémas, une place événementielle, une grande aire de restauration et plus de 200 magasins. Les principales rues commerçantes du quartier sont : rue Padre João, rue Dr. João Ribeiro, avenue Penha de França, praça 8 de Setembro, largo do Rosário et avenue Amador Bueno da Veiga.

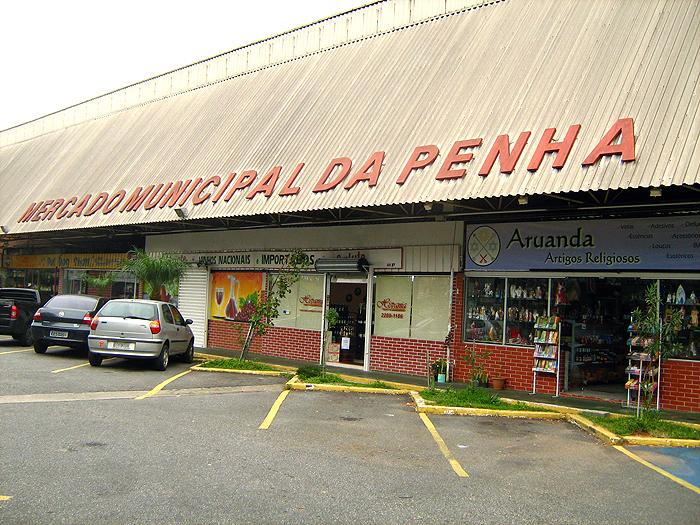
Entrée au marché municipal de Penha

Ouvert en 1971, le Marché municipal de Penha approvisionne la région avec les types les plus divers de produits nationaux et internationaux. Avec un grand stationnement et une surface fonctionnelle de 25 200 m², le "Mercadão", comme on l'appelle, est une icône importante du quartier. Il fait partie du réseau de 15 marchés municipaux de la capitale de São Paulo.

## Loisir
Outre le traditionnel Clube Esportivo da Penha et le centre culturel de Penha, qui abrite une bibliothèque, le Théâtre Martins Penna et plusieurs performances artistiques, le quartier possède une région avec un grand espace vert situé sur l'avenue Governador Carvalho Pinto, le parc linéaire Tiquatira, déjà près du quartier de Cangaíba. Il y a aussi un parc sur cette avenue parc polyvalent avec une piste de skateboard, une piste cyclable et une zone de randonnée. Sur place, nous trouvons un grand nombre d'agences automobiles, bars, restaurants, magasins, stations-service, clubs et associations sportives avec divers événements pour la communauté, ainsi qu'un théâtre en plein air et un espace pour des spectacles musicaux. Un autre espace vert remarquable du quartier, également organisé de manière linéaire, est le parc qui borde le ruisseau Rincão, à proximité de Radial Leste et des stations Penha et Vila Matilde du métro.

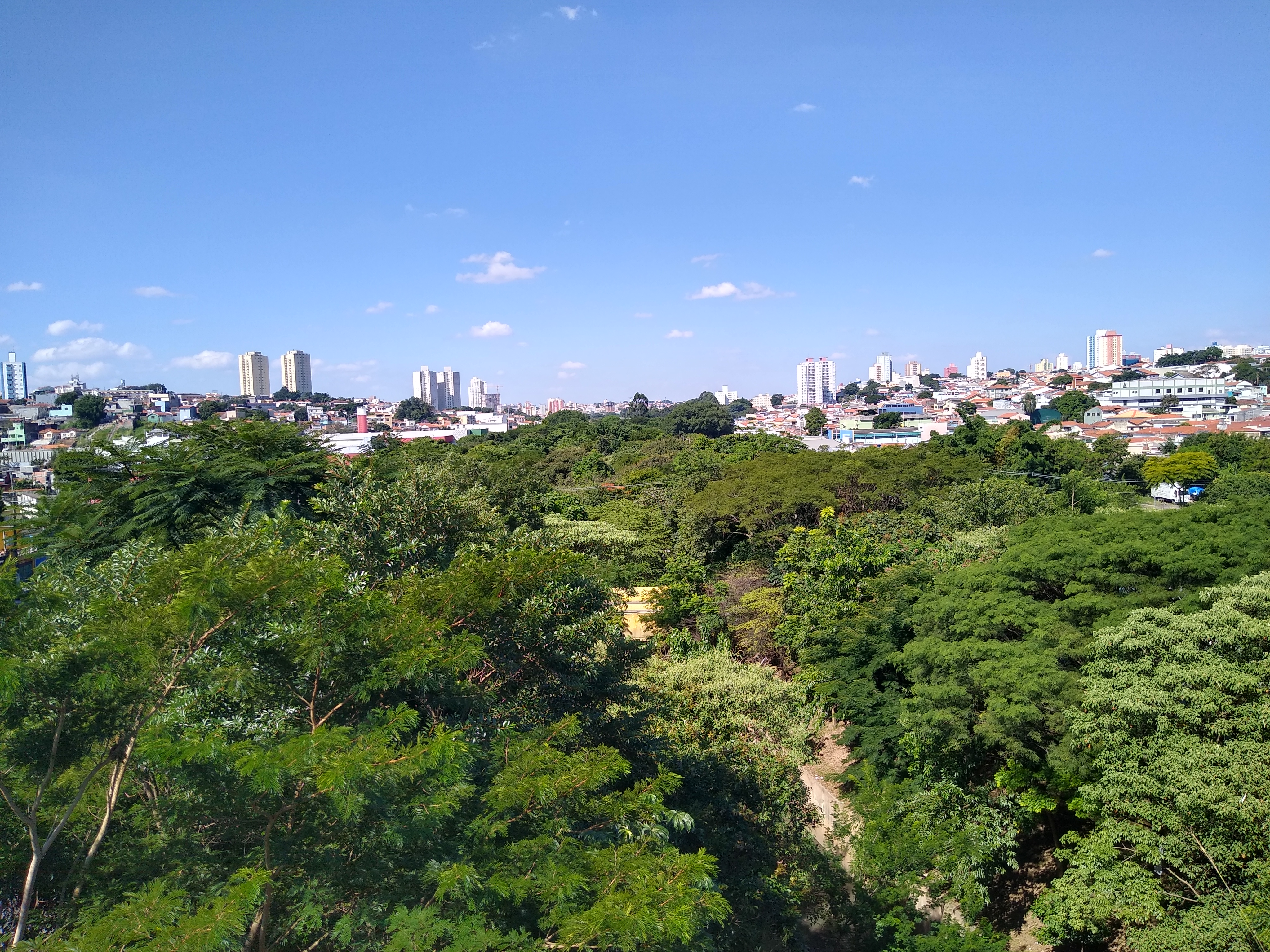
Parc linéaire Tiquatira

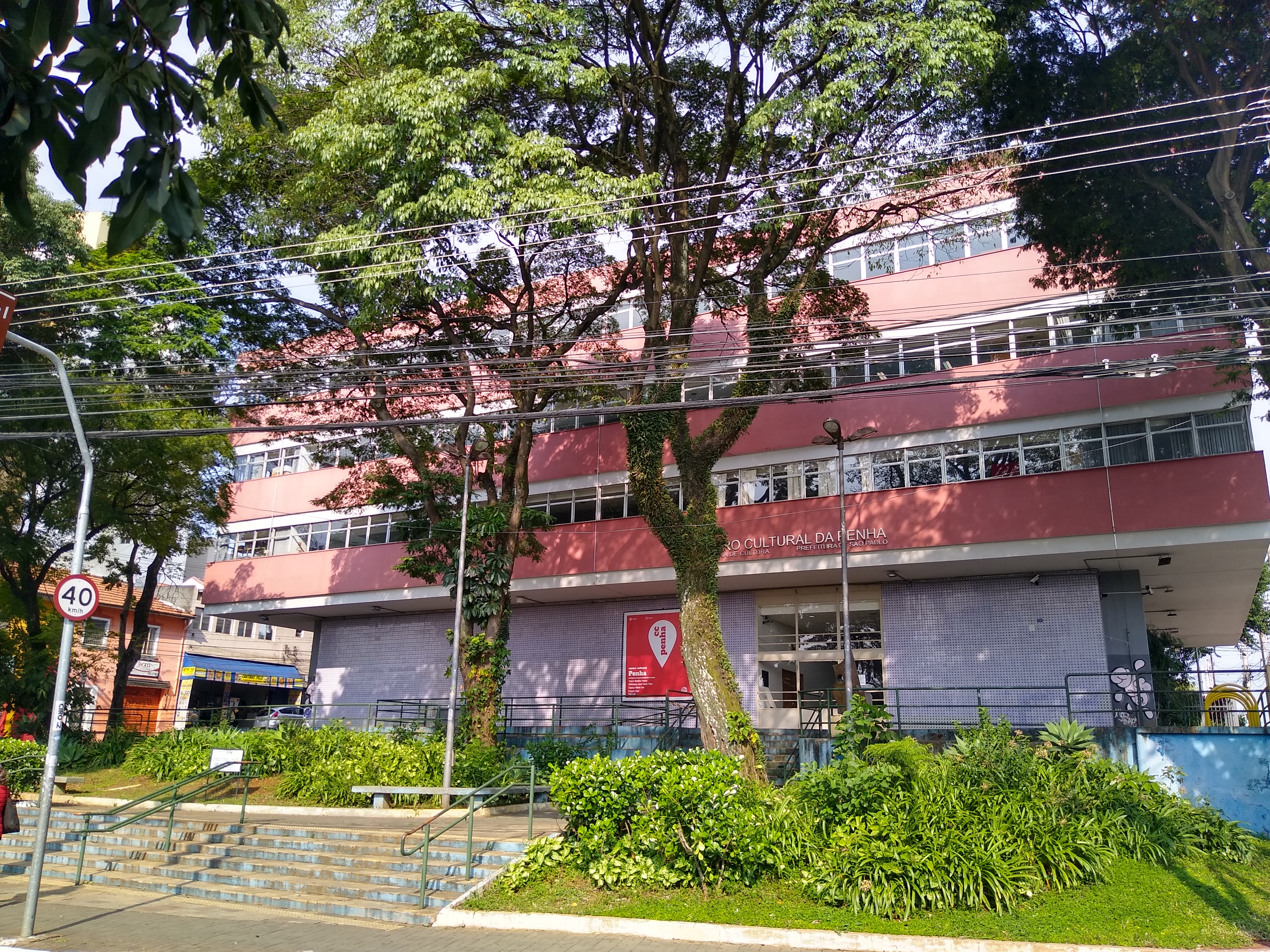
Centre culturel Penha

## Religion

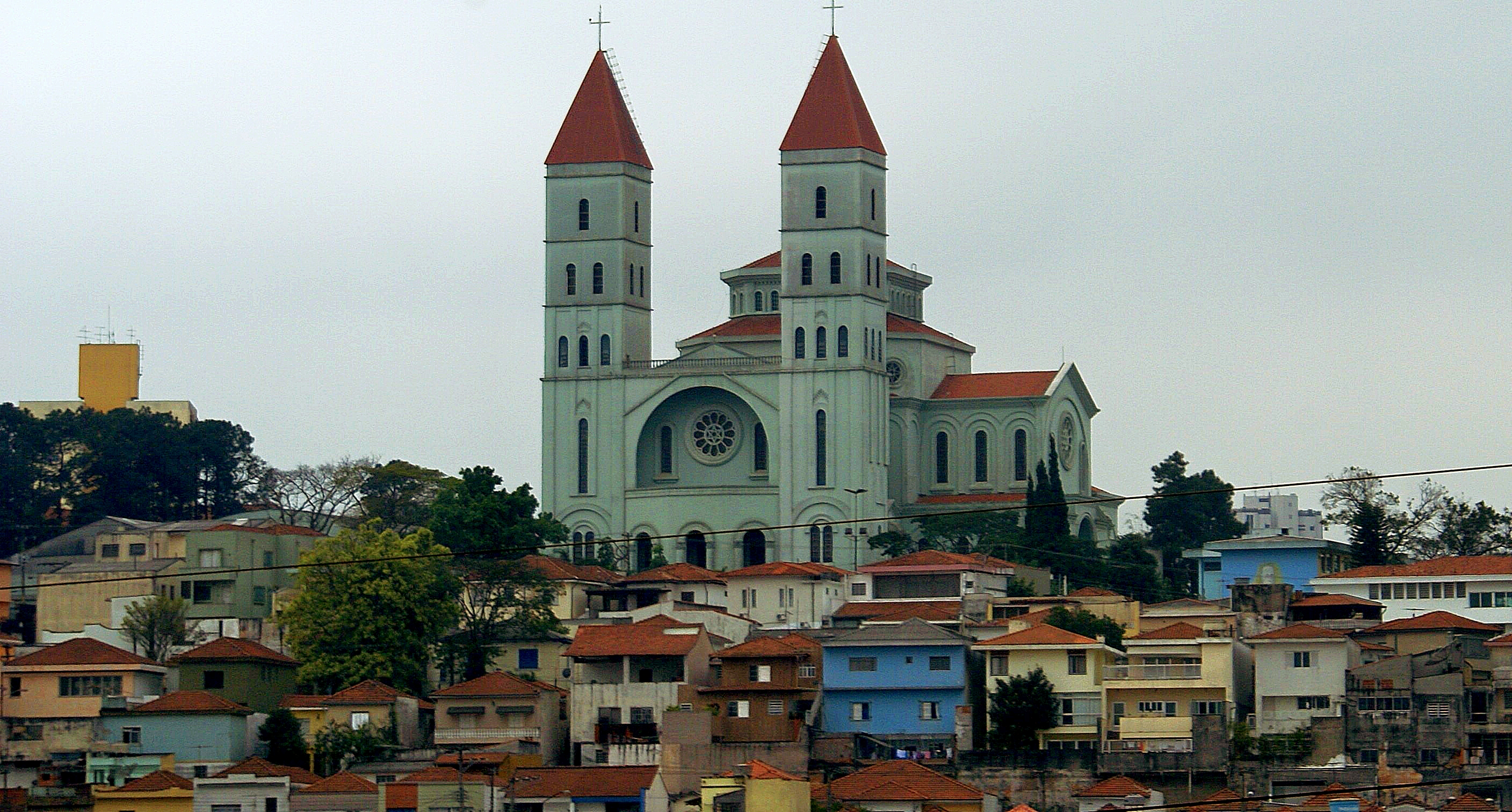
Basilique de Penha, l'une des plus grandes basiliques catholiques de la ville.

Dans le quartier, il y a plusieurs églises, temples, centres spirites, tentes d'umbanda et liens de candomblé, et d'autres communautés religieuses, mettant en évidence :
- Église paroissale Notre-Dame de Penha de França, construite sur le site d'une chapelle de l'année 1667
- Basilique Notre-Dame de Penha de França
- Église Nossa Senhora de Montevirgem e São Luís Gonzaga
- Paroisse Nossa Senhora da Esperança
- Église presbytérienne de Penha
- Église de l'Évangile en quatre carrés
- Première église baptiste de Penha
- Église méthodiste de Penha
- Église adventiste du septième jour
- Assemblée de Dieu
- Congrégation chrétienne au Brésil
- Église universelle du royaume de Dieu
- Église internationale de la grâce de Dieu
- Salle du Royaume des Témoins de Jéhovah
- Église de Jésus-Christ des Saints des Derniers Jours

## Quartiers
Les quartiers qui composent le district de Penha sont : Chácara da Penha, Conjunto Habitacional Chaparral, Engenheiro Trindade, Guaiaúna, Jardim América da Penha, Jardim Concórdia, Jardim Jáu (Part), Jardim do Norte, Jardim Paula, Jardim Recreio, Parque Eduardo, Penha de França, Tiquatira, Vila Beatriz, Vila Carlos de Campos, Vila Centenário, Vila Esperança, Vila Eugênio, Vila Feliz, Vila Germaine, Vila Granada, Vila Laís, Vila Maluf, Vila Maria Amália, Vila Marieta, Vila Nova Granada, Vila Olívia, Vila Ré, Vila Salete, Vila Santana, Vila Santo Antônio, Vila São Geraldo et Vila Vera.

## Districts et municipalités limitrophes
- Guarulhos et Cangaíba (Nord)
- Ponte Rasa (Nord-est)
- Artur Alvim (Est)
- Vila Matilde (Sud)
- Tatuapé (Sud-Ouest)
- Vila Maria (Nord-ouest)

## Armoiries du district de Penha de França
Les armoiries et le drapeau du district de Penha de França ont été élaborés à l'invitation du sous-maire de Penha, Thiago Della Volpi, et avec la contribution des principales associations de quartier, sous la direction de l'une des personnalités les plus notables du quartier., M. Eugênio Cantero Sanchez, du journal Gazeta Penhense.
Bouclier surmonté de la couronne de Notre-Dame, symbolisant la foi, la dévotion et le respect de la Patronne du quartier de Penha et l'émergence de l'histoire du quartier.
Bouclier en or, représentant le passage de la royauté dans le quartier, surmonté du manteau sacré de Notre-Dame qui l'entoure de sa puissance spirituelle, la protégeant.
La forme du bouclier rappelle la défense, représentant la Révolution de 1924, une période pendant laquelle le quartier de Penha fut pendant quelques jours la capitale de l'État de São Paulo.
Le bouclier est percé en diagonale, d'une part l'épée représentant les pionniers et les soldats qui vivaient dans l'ancienne paroisse, donnant des noms aux rues principales du quartier et de l'autre, la flèche indigène, symbolisant les villages indigènes Ururays qui vivaient sur les rives des rivières.
Le bouclier en chef est divisé verticalement et verticalement en champs d'azur et de blanc. Le champ blanc représente la pureté de Notre-Dame, avec la colline de Penha au centre et le passage obligatoire pour les voyageurs, avec une croix au-dessus, symbolisant le Sanctuaire de Penha, datant de 1682, héritage du quartier.
La partie supérieure de l'écu en champ d'azur, rappelle la justice, la persévérance et la loyauté de Notre-Dame du Rosaire des Hommes Noirs, dont la chapelle a été construite en juin 1802, héritage du quartier, représenté par le rosaire en or, signifiant encore la richesse de l'héritage de la culture noire.
La partie inférieure de l'écu est divisée en champs d'azur et de blanc. Le champ d'azur a 3 bandes ondulées de blanc, représentant la pureté de l'eau des rivières Tietê, Aricanduva et Tiquatira. Ci-dessous, en synopsis, l'arbre représentant la courtoisie, la joie et l'abondance des champs où le Clube Esportivo da Penha et le parc linéaire Tiquatira ont été construits.
La partie inférieure est divisée verticalement et horizontalement ; le champ de blanc a en son centre le tramway arrivé dans le quartier en 1901, représentant le progrès de la région et l'arrivée de nouveaux immigrants au début de l'industrialisation.
Les armoiries ont été présentées aux habitants, en août 2020, dans le journal Gazeta Penhense et le drapeau a été présenté au mois du 352e anniversaire de Penha de França, le 7 septembre 2020, dans un cortège, apportant à l'avant l'image de Notre-Dame de Penha de França, patronne du quartier et de São Paulo.